# Міграції індоєвропейців

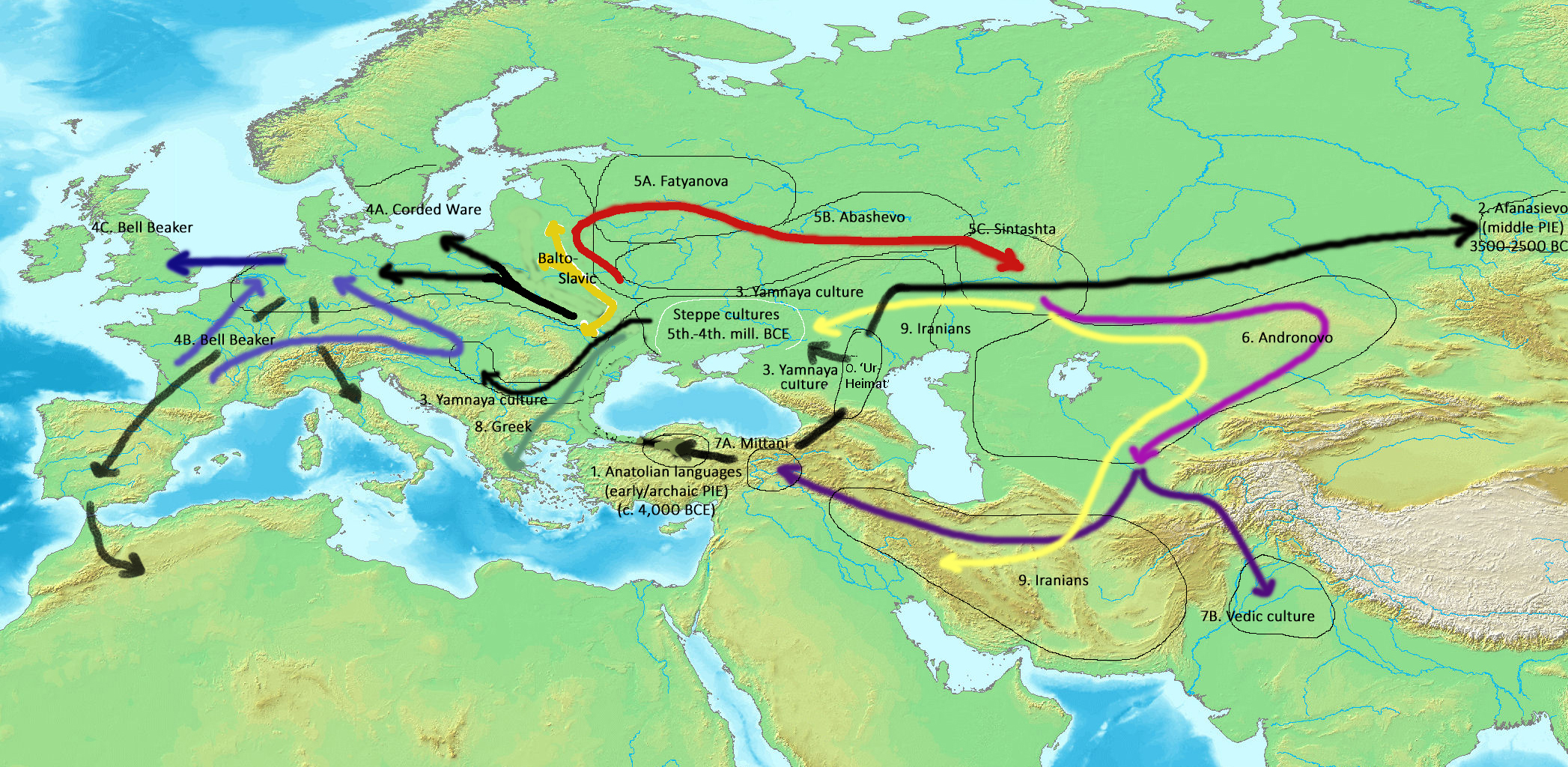
Схема розповсюдження індоєвропейських мов від бл. 4000–1000 рр. до Р.Х. згідно з широко поширеною Курганною гіпотезою.
– Центр: степові культури.
–
1 (чорний): анатолійські мови (архаїчні протоіндоєвропейські мови)
2 (чорний): афанасьєвська культура (ранні протоіндоєвропейські мови)
3 (чорний): експансія ямної культури (Понтійсько-Каспійський степ, долина Дунаю) (пізні протоіндоєвропейські мови)
4A (чорний): Захід культури шнурової кераміки
4B-C (синій & темно-синій): Культура дзвоноподібних келихів; прийнятий носіями індоєвропейської мови
5A-B (червоний): Схід культури шнурової кераміки
5C (червоний): Синташтинська культура (протоіндоіранська)
6 (пурпурний): Андроновська культура
7A (фіолетовий): індоарійці (Міттані)
7B (фіолетовий): індоарії (Індія)
[NN] (темно-жовтий): прабалто-слов’янська
8 (сірий): грецька
9 (жовтий): іранська
– [не намальовано]: вірменська, походить із західного степу

Індоєвропейські міграції — гіпотетичні міграції носіїв протоіндоєвропейських мов (PIE) та подальші міграції людей, що розмовляли похідними індоєвропейськими мовами, що відбулися приблизно бл. 4000 — 1000 рр. до Р. Х., що потенційно пояснює, як цими мовами почали говорити на великій території Євразії, від Індостанського субконтиненту та Іранського плато до Європейського субконтиненту.
Хоча не може бути прямих доказів існування доісторичних мов, синтез лінгвістики, археології, антропології та генетики встановлює як існування протоіндоєвропейської мови, так і поширення її дочірніх діалектів через міграції великих популяцій її носіїв, а також перехід нових носіїв через наслідування завойовницьким елітам. 
Порівняльна лінгвістика описує подібність між різними мовами та закони систематичних змін, що дозволяють реконструювати мову предків (див. Індоєвропеїстика). Археологія простежує поширення артефактів, місць проживання та поховань, що, як припускають, були створені носіями протоіндоєвропейської мови, у кілька етапів: від гіпотетичних місць прабатьківщини протоіндоєвропеців до їх пізніших місць проживання у Західній Європі, Центральній, Південній та Східній Азії. 
Ці зміни відбулися внаслідок міграції та зміни мови через вербування еліт, як описано в антропологічних дослідженнях. 

Останні генетичні дослідження все більше сприяють розумінню споріднених відносин між доісторичними культурами.

## Основи

### Лінгвістика
Протокельтська та протоіталійська, ймовірно, розвинулися з індоєвропейських мов, що прийшли з Центральної Європи до Західної Європи після 3- го тисячоліття до Р.Х. ямна міграція в долину Дунаю 

тоді як прагерманська та протобалтослов’янська мови, можливо, розвинулися на схід від Карпатських гір, на території сучасної України 
, 
рухаючись на північ і поширюючись разом із культурою шнурової кераміки в Середній Європі (ІІІ тис до Р. Х.).

Протоіндоіранська мова та культура, ймовірно, походять з Синташтинської культури (бл.  2100–1800 рр. до Р. Х.), на східній межі абашевської культури, що, своєю чергою, розвинулась із фатьяново-балановської культури, пов’язаної з культурою шнурової кераміки. 

 
Синташтанська культура переросла в Андроновську

 
(бл.  1900 –800 р. до Р. Х.), дві перші фази — федорівська (бл.  1900 р.–1400 до Р.Х.) 
 
і алакульська (бл. 1800 –1500 рр. до Р.Х.). 
 
Індоарійці мігрували до Бактрійсько-Маргіанського археологічного комплексу (бл.  2400–1600 рр. до Р. Х.) і поширилися до Леванту (Мітанні), північної Індії (ведичні люди, бл.  1700 р. до Р. Х.). 

Іранські мови поширилися в степах зі скіфами та в Стародавньому Ірані з мідійцями, парфянами та персами з бл. 800 р до Р. Х. 

Було запропоновано низку альтернативних теорій, особливо анатолійська гіпотеза та вірменська гіпотеза. 
Анатолійська гіпотеза Ренфрю припускає набагато ранішу дату виникнення індоєвропейських мов, припускаючи походження в Анатолії та початкове поширення з найдавнішими землеробами, що мігрували до Європи. 
Це була єдина серйозна альтернатива степовій теорії, але вона має брак обґрунтованості. 
Анатолійська гіпотеза також призвела до певної підтримки вірменської гіпотези, яка припускає, що Прабатьківщина індоєвропейців була на південь від Кавказу. 
У той час як вірменська гіпотеза зазнала критики з археологічних і хронологічних підстав, останні генетичні дослідження пожвавили дискусію.
Згідно з широко розповсюдженою Курганною гіпотезою або оновленою Степовою гіпотезою, найдавніша міграційна гілка створила анатолійські мови (хетську та лувійську мови), що відокремилися від найдавнішої протоіндоєвропейської мовної спільноти, що мешкала в сточищі Волги. 
Друга найдавніша мовна група, тохарська, мала розповсюдження в Таримському басейні (тепер західний Китай) після відокремлення від ранньої протоіндоєвропейської мовної спільноти, мала ареал розповсюдження в сході Понтійського степу. 
Основна маса індоєвропейських мов розвинулась з пізньої протоіндоєвропейської мови, що, згідно з цією гіпотезою, була розмовна в межах Ямної культури в Понтійсько-Каспійському степу близько 3000 р. до Р.Х.

#### Індоєвропейські мови

Карта, що показує приблизне сучасне поширення індоєвропейських гілок на їхніх батьківщинах у Європі та Азії. Наступна легенда подана в хронологічному порядку найдавніших збережених письмових свідчень кожної гілки:
еллінська (грецька)
Індоіранські
Італійські (Романські)
Кельтські
Германські
Вірменська
Балтійські
Слов'янські
Албанська
Неіндоєвропейські мови
Пунктирні та смугасті зони вказують на те, де багатомовність поширена (більш помітно при повному збільшенні карти).

Голландський вчений Маркус Зейріус Боксгорн (1612–1653) зазначив подібність між різними європейськими мовами, санскритом і перською мовою. 
Понад століття потому, після вивчення санскриту в Індії, сер Вільям Джонс виявив еквівалентні відповідності; він описав їх у своїй Третій ювілейній промові перед Азійським товариством в 1786 році, дійшовши висновку, що всі ці мови походять з одного джерела. 
 
На основі його початкової інтуїції він розвинув гіпотезу про індоєвропейську мовну сім’ю, що складається з кількох сотень споріднених мов і діалектів. 
У 2009 році «Ethnologue» оцінює загалом близько 439 індоєвропейських мов і діалектів, близько половини з них (221) належать до індоарійських мов, що мають ареал розповсюдження у Південній Азії. 
 
До Індоєвропейської мовної сім'ї належать більшість основних сучасних мов Європи, Іранського плато, північної половини Індійського субконтиненту та Шрі-Ланки, а спорідненими мовами також раніше розмовляли в деяких частинах стародавньої Анатолії та Середньої Азії. 
З письмовими свідченнями, що з’являються з бронзової доби у формі анатолійських мов та мікенської грецької, індоєвропейська сім'я є важливою для історичної лінгвістики, оскільки має другу за тривалістю письмову історію після афроазійської сім'ї.
Майже 3 мільярди носіїв мови використовують індоєвропейські мови 
, 
що робить їх найбільшою загальновизнаною мовною сім’єю. 
За даними «Ethnologue», з 20 мов з найбільшою кількістю носіїв мови дванадцять є індоєвропейськими — іспанська, англійська, сучасний стандартний гінді, португальська, бенгальська, російська, німецька, пенджабі, маратхі, французька, стандартний урду та італійська — загалом мають понад 1,7 мільярда носіїв мови.

#### Розвиток індоєвропейських мов

##### Праіндоєвропейська мова
(Пізня) протоіндоєвропейська мова (PIE) є лінгвістичною реконструкцією спільного предка індоєвропейських мов, якими розмовляли протоіндоєвропейці після відгалуження анатолійських та тохарських мов. 
PIE була першою запропонованою прамовою, яка була широко прийнята лінгвістами. 
На її реконструкцію було витрачено набагато більше праці, ніж на будь-яку іншу прамову, і вона, безперечно, є найбільш зрозумілою з усіх прамов свого часу. 
В 19 столітті переважна більшість лінгвістичних робіт була присвячена реконструкції протоіндоєвропейської або її дочірніх прамов, таких як протогерманська, в результаті було розроблено історичне мовознавство та більшість сучасних методів.
Вчені підрахували, що на PIE могли розмовляти як єдиною мовою (до початку розходження) близько 3500 р. до Р.Х., хоча оцінки різних авторитетів можуть відрізнятися більш ніж на тисячоліття. 
Найпопулярнішою гіпотезою походження та поширення мови є курганна гіпотеза, що постулює походження з Понтійсько-Каспійського степу Східної Європи.
Існування PIE вперше було запропоновано у 18 столітті сером Вільямом Джонсом, який помітив подібність між санскритом, давньогрецькою мовою та латиною. 
До початку 20 століття були розроблені чіткі описи PIE, що прийняті й сьогодні (з деякими уточненнями). 
Найбільшими подіями 20 століття було відкриття анатолійської та тохарської мов і прийняття ларингальної теорії. 
Анатолійські мови також спонукали до серйозної переоцінки теорій щодо розвитку різних спільних індоєвропейських мовних особливостей і ступеня, до якого ці особливості були присутні в самому PIE.
Вважається, що PIE мав складну систему морфології, що включала флексії (суфікс коренів, як у англ. who, whom, whose), і аблаут (зміна голосних, як у англ. sing, sang, sung). 
Іменники використовували складну систему відмінювання, а дієслова використовували таку ж складну систему дієвідміни.

##### Прапротоіндоєвропеці

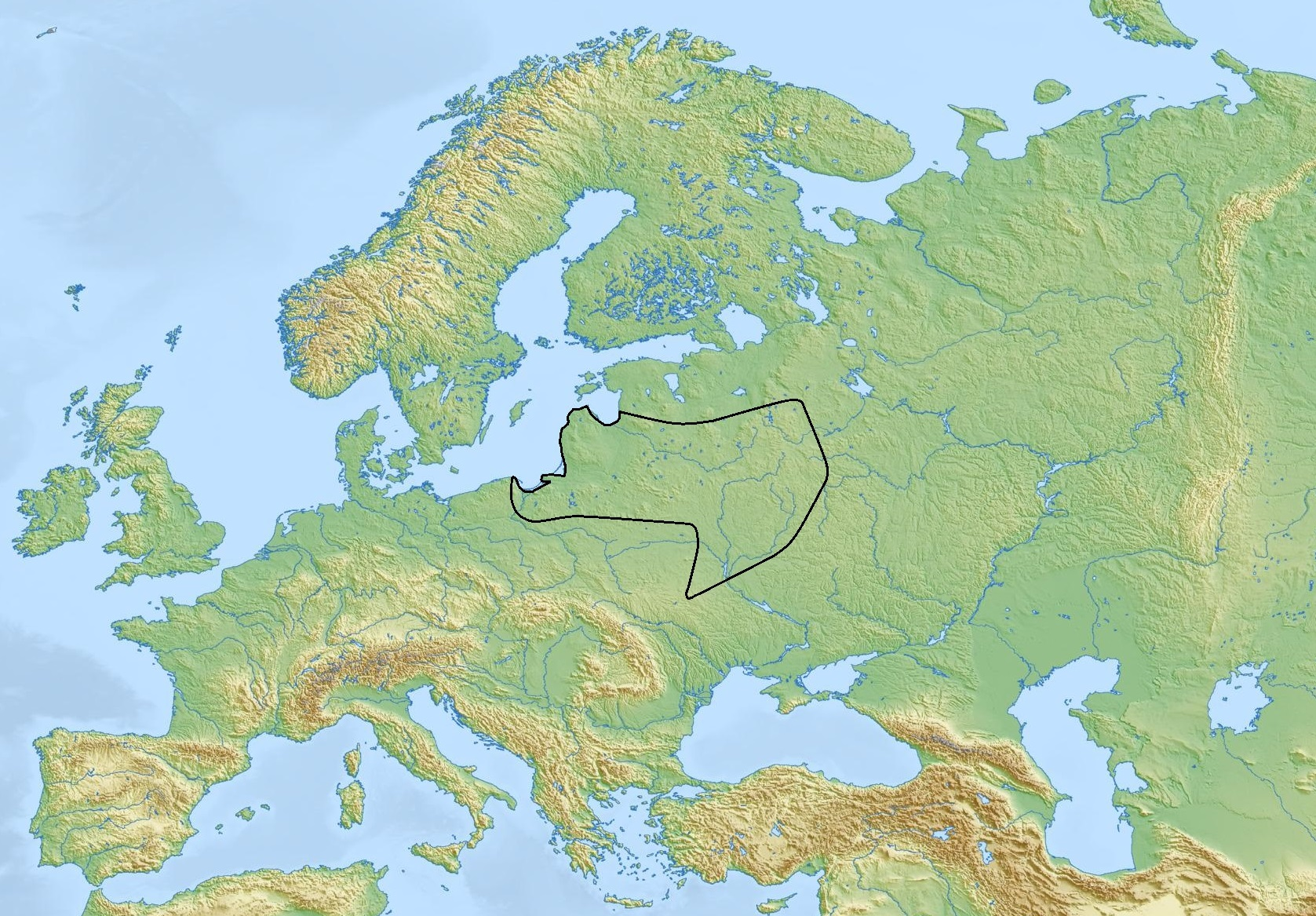
Поширення найдавніших індоєвропейських назв річок.

Були запропоновані зв'язки з іншими мовними сім'ями, включаючи уральські мови, але вони залишаються суперечливими. 
Немає жодних письмових свідчень протоіндоєвропейської мови, тому всі знання про мову отримано шляхом реконструкції з пізніших мов із застосуванням таких лінгвістичних методів, як порівняльний метод і метод внутрішньої реконструкції. 
Більшість лінгвістів визнають, що існує межа лінгвістичної реконструкції, і що реконструкція мови предків до протоіндоєвропейської може бути неможливою. 

Індо-хетська гіпотеза постулює існування спільної прамови, від якої походять як анатолійські мови, так і інші індоєвропейські мови, що має назву протоіндохетська. 

Хоча PIE логічно мав попередників, 

індо-хетська гіпотеза не є широко прийнятою, і мало що свідчить про те, що можна реконструювати протоіндо-хетську стадію, яка суттєво відрізняється від того, що вже реконструйовано для PIE. 

Фредерік Кортландт постулює спільного предка індоєвропейської та уральської, протоіндоуральську мову, як можливу до-PIE мову. 

За Кортландтом, «індоєвропейська мова — гілка індоуральської мови, що радикально трансформувалася під впливом північнокавказького субстрату, коли її носії перемістилися з району на північ від Каспійського моря до району на північ від Чорного моря." 

#### Уральські, кавказькі та семітські запозичення
Прафінно-угорська мова та PIE мають спільну лексику, яка загалом пов’язана з торгівлею, наприклад слова, що означають «ціна» та «тягнути, вести». 
Подібним чином «продати» та «мити» були запозичені в праугорську мову. 
Хоча деякі науковці пропонують спільного предка (гіпотетичну ностратичну макросім’ю), спільна лексика, як правило, розглядається як результат інтенсивного запозичення, що свідчить про те, що їхні батьківщини були розташовані поруч одна з одною. 
Протоіндоєвропейська також демонструє лексичні запозичення до/з кавказьких мов, зокрема прото-північно-західно-кавказької та протокартвельської, що свідчить про близьке розташування до Кавказу. 

Грамкелідзе та Іванов, користуючись нині значною мірою непідтвердженою глоттальною теорією індоєвропейської фонології, також запропонували семітські запозичення в протоіндоєвропейську мову, припускаючи південнішу батьківщину для пояснення цих запозичень. 
На думку Мелорі та Адамса, деякі з цих запозичень можуть бути надто спекулятивними або взятими з пізнішої дати, але вони розглядають запропоновані семітські запозичення *táwros «бик» і *wéyh₁on- «вино»; може бути імовірнішим. 

Ентоні зазначає, що ці семітські запозичення також могли відбутися через просування культур анатолійських землеробів через долину Дунаю в степову зону. 

##### Фази міграції протоіндоєвропейців
| Поширення IE-мов І |
| ------------------ |
|                    |

| Поширення IE-мов II |
| ------------------- |
|                     |

Згідно Ентоні, можна використовувати наступну термінологію:
- Архаїчна PIE для «останнього спільного предка анатолійської та неанатолійської гілок IE»;
- Рання, основна або постанатолійська PIE для «останнього спільного предка неанатолійських мов PIE, включаючи тохарську»;
- Пізня PIE для «спільного предка всіх інших гілок IE».

Анатолійські мови є першою індоєвропейською мовною сім'єю, яка відокремилася від основної групи. 
Через архаїчні елементи, збережені в нині вимерлих анатолійських мовах, вони можуть бути «двоюрідними братами» протоіндоєвропейської, а не «дочірніми», але анатолійська мова зазвичай вважається раннім відгалуженням індоєвропейської мовної групи.

#### Філогенетичний аналіз індоєвропейських мов
Використовуючи математичний аналіз, запозичений з еволюційної біології, але базуючи свою роботу на порівняльній лексиці, ряд дослідників намагалися оцінити дати поділу різних індоєвропейських мов. Згідно з останнім дослідженням Kassian et al. (2021), хетська була найдавнішою мовою, яка відокремилася від решти, приблизно в 4139–3450 рр. до Р.Х., за нею пішла тохарська приблизно в 3727–2262 рр. Згодом індоєвропейські розпалися на чотири гілки бл. 3357–2162 до н.е.: (1) греко-вірменську, (2) албанську, (3) італійсько-германсько-кельтську, (4) балто-слов’яно-індоіранську. Балто-слов'янська відокремилася від індо-іранської близько 2723–1790 рр. до Р.Х., італо-германсько-кельтська — близько 2655—1537 рр. до Р.Х, а індоіранська — близько 2044–1458 рр. до Р.Х. Позиція албанської не зовсім зрозуміла через недостатність доказів.
Автори зазначають, що ці дати, які є лише приблизними, не суперечать датам, встановленим іншими методами для різних археологічних культур, що, як вважають, пов’язані з індоєвропейськими мовами. Наприклад, дата відгалуження тохарської мови відповідає міграції, яка дала початок Афанасьєвській культурі; дату балто-слов'яно-індо-іранського розпаду можна співвіднести з кінцем культури шнурової кераміки близько 2100 або 2000 років до Р.Х  і дата для індоіранської мови відповідає даті археологічної культури Синташта, яку часто асоціюють з носіями протоіндоіранської мови.

### Археологія: міграції
| Витоки ямної культури |
| --------------------- |
|                       |
|                       |
|                       |
|                       |

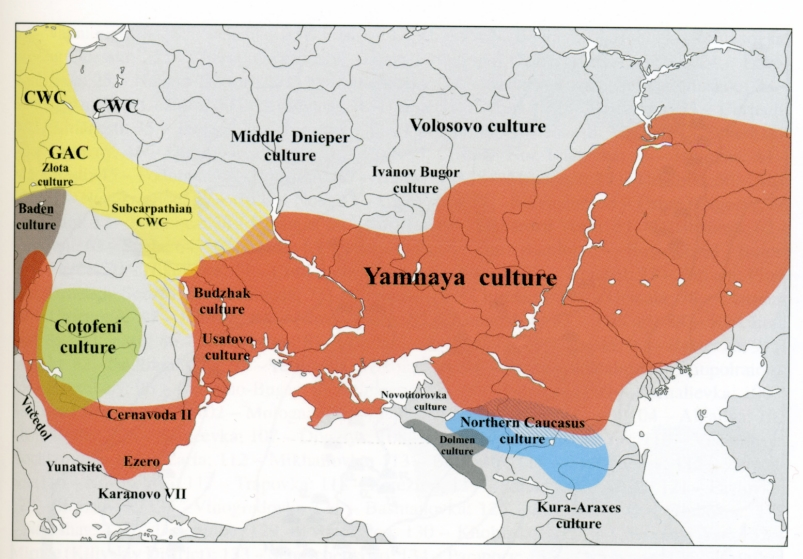
Найбільше поширення ямної культури. Прибл. 3500 р. до Р.Х. утворення Усатівської культури; 3400 р. до Р.Х. утворення Ямної культури; 3400 -3200 рр. до Р.Х. розширення Ямної через Понтійсько-Каспійський степ; 3000 р. до Р.Х. кінець Кукутень-Трипільської культури та перетворення ямної культури на культуру шнурової кераміки у контактній зоні на схід від Карпатських гір; 3100-2600 рр. до Р.Х. Ямна культура — розширення в долину Дунаю.

Археологічні дослідження виявили широкий спектр історичних культур, які можна пов’язати з поширенням індоєвропейських мов. Різноманітні степові культури виявляють сильну схожість із Ямною культурою в Понтійському степу, тоді як часовий діапазон кількох азійських культур також збігається із запропонованою траєкторією та часовим діапазоном індоєвропейських міграцій. 

Згідно із загальноприйнятою курганною гіпотезою або степовою теорією, індоєвропейська мова та культура поширювалися в кілька етапів від протоіндоєвропейців в євразійських припонтійських степах до Західної Європи, Центральної та Південної Азії через міграції та наслідування мові еліти. 

Цей процес розпочався з появи великої рогатої худоби в євразійських степах близько 5200 р. до Р. Х. і мобілізації степових скотарських культур із запровадженням колісних возів і верхової їзди, що призвело до нового виду культури. 
У 4500 — 2500 рр. до Р. Х. цей «горизонт», що містить декілька самобутніх культур, кульмінацією яких стала Ямна культура, що поширювалася понтійськими степами та за межами Європи та Азії. 
 
Антоній розглядає Хвалинську культуру як культуру, яка заклала коріння ранньої протоіндоєвропейської мови близько 4500 р. до Р.Х. на нижній та середній Волзі. 

Ранні міграції прибл. 4200 р. до Р.Х. привели степових скотарів у долину нижнього Дунаю, спричинивши або скориставшись крахом Старої Європи. 

Згідно з Антонієм, анатолійська гілка 

, 
до якої належать хети
, 
ймовірно, прибула в Анатолію з долини Дунаю . 

Міграції на схід від репінської культури заснували афанасіївську культуру

, 
яка розвинулась у тохарів. 
 
Науковці вважали, що Таримські мумії представляють міграцію носіїв тохарської мови з афанасьєвської культури до Таримського басейну. 

однак дослідження 2021 року демонструє, що мумії є останками місцевих жителів, які походять від давнх північних євразійців і стародавніх північно-східних азійців; 
тим часом дослідження натомість припускає, що афанасівські мігранти могли привезти протохарську мову в Джунгарію у ранню бронзову добу до того, як тохарські мови були записані в буддистських текстах, що датуються 500-1000 рр. по Р.Х в Таримському басейні. 

Міграції на південь, можливо, започаткували майкопську культуру
, 
але майкопська культура можливо мало й Кавказьке походження. 

Пізні PIE належать до ямної культури. 
Припущення щодо її походження вказують як на східну хвалинську, так і на західну середньостогівську культури; 

згідно з Антонієм, ямна культура виникла в районі Дону-Поволжя бл. 3400 рік до Р.Х. 

Західні індоєвропейські мови (германські, кельтські, італійські), ймовірно, поширилися в Європу з балкано-дунайського комплексу, сукупності культур у Південно-Східній Європі. 

Прибл. 3000 р. до Р.Х. міграція протоіндоєвропейських носіїв ямної культури відбулася на захід вздовж річки Дунай 
, 
слов'янські та балтійські мови розвинулась трохи пізніше на середньому Дніпрі (сучасна Україна), 
 
рухаючись на північ до узбережжя Балтійського моря. 

Культура шнурової кераміки в Середній Європі (ІІІ тис до Р. Х.), 

виникла у контактній зоні на схід від Карпатських гір, під час масової міграції з євразійських степів до Центральної Європи, 

, 
та ймовірно, відіграла центральну роль у поширенні догерманських та пра-балто-слов'янських діалектів. 

Східна частина культури шнурової кераміки внесла свій внесок у виникнення Синташтинської культури ( бл. 2100 — 1800 рр. до Р. Х.), де виникли індоіранські мови та культура, і де була винайдена колісниця. 

Індоіранська мова та культура здобули подальший розвиток в Андроновській культурі (бл. 1800 — 800 рр. до Р. Х.) і під впливом Бактрійсько-Маргіанського археологічного комплексу (бл.  2400–1600 рр. до Р. Х.). 
Індоарійці відокремилися від іранців приблизно в 1800–1600 рр. до Р. Х. 
, 
після чого індоарійські групи перемістилися до Леванту (Мітанні), північної Індії (ведичні люди, бл.  1500 р. до Р. Х.) і Китай (усунь). 

Іранські мови поширилися в степах зі скіфами та в Ірані з мідійцями, парфянами та персами з бл. 800 р. до Р. Х.. 

### Антропологія
За словами Марії Гімбутас, процес «індоєвропеїзації» Європи був по суті культурною, а не фізичною трансформацією. 

Під цим розуміється міграція людей Ямної культури до Європи, як військових переможців, що успішно нав’язують нову адміністративну систему, мову та релігію корінним групам, яких Гімбутас називає староєвропейцями. 

Соціальна організація населення Ямної культури, особливо патрілінійна та патріархальна структури, значно сприяла їх ефективності під час війни. 

Згідно Гімбутас, соціальна структура Старої Європи «контрастувала з індоєвропейськими кочівниками, що були мобільними та неегалітарними» та мали ієрархічно організовану трифункційну соціальну структуру; індоєвропейці були войовничими, іноді жили в менших селах і мали ідеологію, що зосереджувалася на мужньому чоловікові, що також відображено в їх пантеоні. 
Навпаки, корінні групи Старої Європи не мали ані класу воїнів, ані коней. 

Індоєвропейські мови, ймовірно, поширилися через мовні зміни. 

Невеликі групи можуть змінити більшу культурну територію, 

 
і панування елітних чоловіків малими групами могло призвести до мовного зсуву в північній Індії. 

Науковці вважають, що коли індоєвропейці поширилися в Європу з понтійсько-каспійського степу, вони зустріли існуюче населення, яке говорило різними, неспорідненими мовами. 
Ґрунтуючись на доказах імовірно неіндоєвропейської лексики в європейських гілках індоєвропейської мови, Іверсен і Кроонен (2017) постулюють групу мов «раннього європейського неоліту», яка пов’язана з неолітичним поширенням землеробів у Європі. 
Ранні європейські неолітичні мови були витіснені з приходом індоєвропейців, але, згідно з Іверсеном і Круненом, залишили свій слід у шарі переважно сільськогосподарської лексики в індоєвропейських мовах Європи. 

Згідно Едгара Поломе, 30% сучасної німецької мови походить від неіндоєвропейської субстратної мови, якою розмовляли представники культури лійчастого посуду, корінних жителів південної Скандинавії. 

Коли носії ямної індоєвропейської мови вступили в контакт з корінними народами в III тис до Р. Х., вони стали домінувати над місцевим населенням, але частини корінного лексикону збереглися у формуванні протогерманської мови, таким чином германські мови залишились індоєвропеїйськими. 
. 
Подібним чином, згідно з Марією Гімбутас, культура шнурової кераміки, після міграції до Скандинавії, синтезувалася з культурою лійчастого посуду, започаткувавши протогерманську мову. 

Девід Ентоні у своїй «переглянутій степовій гіпотезі» 

припускає, що поширення індоєвропейських мов, ймовірно, відбулося не через «ланцюгові міграції народів», а через впровадження цих мов ритуальними та політичними елітами, яких наслідували великі групи людей, 

,
процес, який він називає «вербуванням еліти». 

За словами Парполи, місцеві еліти приєдналися до «невеликих, але потужних груп» індоєвропейськомовних мігрантів. 
 
Ці мігранти мали привабливу соціальну систему, гарну зброю та предмети розкоші, що відзначало їхній статус і владу. 
Приєднання до цих груп було привабливим для місцевих лідерів, оскільки зміцнювало їхні позиції та давало додаткові переваги. 
 
Ці нові члени були додатково об’єднані шлюбними союзами. 

На думку Джозефа Салмонса, мовному зсуву сприяє «дислокація» мовних спільнот, у яких захоплюється еліта. 
 
Він зауважує, що цій зміні сприяють «систематичні зміни в структурі громади», за яких місцева громада стає частиною більшої соціальної структури. 

### Генетика
Починаючи з 2000-х років генетичні дослідження займають помітну роль у дослідженні індоєвропейських міграцій. 
Дослідження всього геному виявляють стосунки між людьми, пов’язаними з різними культурами, і часовий діапазон, у якому ці стосунки були встановлені. 
Дослідження Haak et al. (2015) показали, що ~75% предків людей, пов’язаних із шнуровою керамікою, походять із популяцій, пов’язаних із Ямною культурою, 

тоді як Allentoft et al. (2015) показує, що люди Синташтинської культури генетично пов’язані з людьми культури шнурової кераміки. 

### Екологічні дослідження
Зміна клімату та посуха могли спричинити як початкове розселення носіїв індоєвропейської мови, так і міграцію індоєвропейців зі степів на південь Центральної Азії та Індію.
Близько 4200–4100 рр. до Р. Х. відбулася зміна клімату, що проявилася в холодніших зимах в Європі. 

Степові скотарі, архаїчні носії протоіндоєвропейської мови, поширилися в долину нижнього Дунаю приблизно в 4200–4000 рр. до Р. Х., спричинивши або скориставшись крахом Старої Європи. 

Ямний горизонт був адаптацією до кліматичних змін, що відбулися між 3500 і 3000 роками до Р.Х., коли степи стали сухішими та прохолоднішими. 
Стада потрібно було часто переміщати, щоб їх достатньо прогодувати, і використання возів і верхова їзда зробили це можливим, що призвело до «нової, мобільнішої форми скотарства». 

У другому тисячолітті до Р. Х. широка аридизація призвела до нестачі води та екологічних змін як у євразійських степах, так і в Південній Азії. 

У степах зволоження призвело до зміни рослинності, викликавши «підвищену мобільність і перехід до кочового скотарства». 

Дефіцит води також сильно вплинув на Південну Азію, «спричинивши крах осілих міських культур у південній частині Центральної Азії, Афганістані, Ірані та Індії та викликавши широкомасштабні міграції». 

## Походження індоєвропейців

Прабатьківщина праіндоєвропейських мов за курганною гіпотезою (темно-зелений) і сучасне поширення індоєвропейських мов в Євразії (світло-зелений)

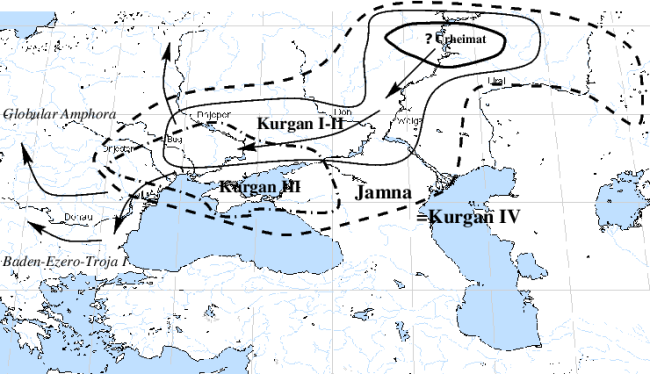
Розвиток курганної культури за курганною гіпотезою Марії Гімбутас

### Urheimat (первісна батьківщина)
Гіпотези протоіндоєвропейської Urheimat є умовними ідентифікаціями Urheimat, або первинної батьківщини, гіпотетичної протоіндоєвропейської мови. 
Такі ідентифікації намагаються узгодити з глоттохронологією мовного дерева та з археологією тих місць і часів. Ідентифікація проводиться на основі того, наскільки добре, якщо взагалі, прогнозовані міграційні шляхи та час міграції відповідають розповсюдженню індоєвропейських мов, і наскільки близько соціологічна модель первісного суспільства, реконструйована з протоіндоєвропейських лексичних одиниць відповідає археологічному профілю. Усі гіпотези припускають значний період (принаймні 1500–2000 років) між часом появи протоіндоєвропейської мови та найдавнішими засвідченими текстами в Кюльтепе, бл. ХІХ століття до Р. Х.

#### Курганна гіпотеза і «переглянута степова теорія»
З початку 1980-х років 
 
основний консенсус серед індоєвропеїстів надає перевагу «Курганній гіпотезі» Марії Гімбутас 

 
«Переглянута степова теорія» Девіда Ентоні, що походить від піонерської роботи Гімбутас, 
 
поміщаючи індоєвропейську прабатьківщину в Понтійський степ, точніше, між Дніпром (Україна) і річкою Урал (Росія), доби халколіту (4-5 тис до Р. Х.), 
 
де різні пов’язані розвивалися культури. 

Понтійський степ — велика територія пасовищ у Східній Європі, розташована на північ від Чорного моря, Кавказьких гір і Каспійського моря та охоплює частини східної України, півдня Росії та північно-західного Казахстану. 
Час і місце найдавнішого одомашнення коня, яке, згідно з цією гіпотезою, було результатом зусиль ранніх індоєвропейців, що дозволило їм розширитися назовні та асимілювати або завоювати багато інших культур. 

Курганна гіпотеза (також теорія або модель) стверджує, що люди археологічної «курганної культури» (термін, що об’єднує ямну культуру або культуру ямних могил та її попередників) у понтійському степу були найімовірнішими носіями протоіндоєвропейської мови. 
Походження в понтійсько-каспійських степах є найбільш загальновизнаним сценарієм походження Батьківщини індоєвропейців. 

Марія Гімбутас сформулювала свою курганну гіпотезу в 1950-х роках, згрупувавши низку споріднених культур у понтійських степах. 
Вона визначила «Курганну культуру» як таку, що складається з чотирьох послідовних періодів, причому найдавніший (Курган I) включав Самарську та Сіроглазівську культури Дніпра/Поволжя мідної доби (початок IV тис до Р. Х.). 
Носіями цих культур були кочівники-скотарі, які, згідно з моделлю, до початку III тис до Р. Х. розповсюдилися по території Понтійсько-Каспійського степу та до Східної Європи . 

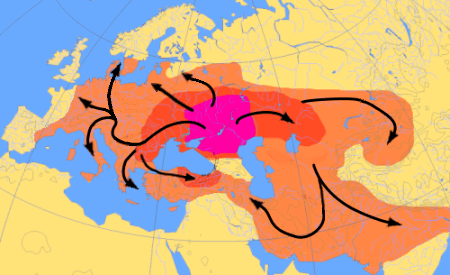
Схема індоєвропейських міграцій від бл. 4000–1000 рр. до Р.Х. згідно з курганною гіпотезою.
Науковці вважають, що ці міграції поширили предки WSH та індоєвропейських мов на великій території Євразії.

Гіпотеза Гімбутас сьогодні вважається занадто широкою. 
На думку Ентоні, краще говорити про ямну культуру або про «ямний горизонт», який охоплював кілька споріднених культур, як визначальну протоіндоєвропейську культуру припонтійського степу. 

Девід Ентоні включив нещодавні розробки у свою «переглянуту степову теорію», яка також підтверджує степове походження індоєвропейських мов. 

Ентоні зосереджується на Ямній культурі (3300–2500 рр. до Р. Х.), 

яка, за його словами, почалася на середньому Дону та Волзі та була Батьківщиною індоєвропейців 

але розглядає Хвалинську археологічну культуру приблизно з 4500 р. до Р. Х. як найдавнішу фазу протоіндоєвропейців у нижній і середній Волзі, культуру, яка утримувала одомашнених овець, кіз, велику рогату худобу і, можливо, коней. 
 
Останні дослідження Haak та ін. (2015) підтверджує міграцію ямників до Західної Європи, утворивши культуру шнурової кераміки.

Нещодавній аналіз Ентоні (2019) також свідчить про генетичне походження протоіндоєвропейців (Ямна культура) у східноєвропейському степу на північ від Кавказу, що походить від суміші східноєвропейських мисливців-збирачів (EHG) і мисливців-збирачів з Кавказу (МЗК). 
Крім того, Ентоні припускає, що протоіндоєвропейська мова утворилася в основному на основі мов, якими говорили східноєвропейські мисливці-збирачі, з впливом мов північнокавказьких мисливців-збирачів, на додаток до можливого пізнішого та незначного впливу мови майкопської культури на півдні (яка, за гіпотезою, належала до північнокавказької сім'ї) у пізньому неоліті чи бронзовій добі, що передбачає невеликий генетичний вплив. 

#### Анатолійська гіпотеза
Головним конкурентом є анатолійська гіпотеза, висунута Коліном Ренфрю

, 
що стверджує, що індоєвропейські мови почали мирно поширюватися в Європу з Малої Азії (сучасна Туреччина) приблизно з 7000 р. до Р.Х. з неолітичним прогресом землеробства через демічну дифузію (хвиля просування). 
 
Відповідно, більшість мешканців неолітичної Європи розмовляли б індоєвропейськими мовами, і пізніші міграції в кращому випадку замінили б ці індоєвропейські різновиди іншими індоєвропейськими. 

Основна сила гіпотези землеробства полягає в тому, що вона пов’язує поширення індоєвропейських мов з археологічно відомою подією (розповсюдженням землеробства), яка часто вважається пов’язаною зі значними змінами населення. 
Проте, в наші дні анатолійська гіпотеза в цілому відкидається, оскільки вона несумісна з дедалі більшими даними про генетичну історію ямців. 

#### Вірменська гіпотеза
Ще одна теорія, яка привернула значну увагу — вірменська гіпотеза Гамкрелідзе та Іванова, які стверджували, що Урхеймат знаходився на південь від Кавказу, зокрема «в межах Східної Анатолії, Південного Кавказу та Північної Месопотамії» у V — IV тисячоліття до Р. Х. 

 
Їхня пропозиція ґрунтувалася на суперечливій теорії голосових приголоснихв PIE. 
На думку Гамкрелідзе та Іванова, слова PIE для предметів матеріальної культури передбачають контакт з більш розвиненими народами на півдні, існування семітських запозичень у PIE, картвельських (грузинських) запозичень з PIE, деякий контакт із шумерськими, еламськими та іншими. 
Однак, враховуючи те, що глоттальна теорія так і не прижилася, а археологічна підтримка була незначною, теорія Гамкрелідзе та Іванова не здобула підтримки, доки анатолійська теорія Ренфрю не відновила деякі аспекти їх припущень. 

### Протоіндоєвропейці
Протоіндоєвропейці були носіями протоіндоєвропейської мови (PIE), реконструйованої доісторичної мови Євразії. 
Знання про неї походить в основному з лінгвістичної реконструкції разом з матеріальними доказами з археології та археогенетики.

#### Характеристики
На думку деяких археологів, носії мови PIE не можна вважати окремим ідентифікованим народом чи племенем, а групою слабо пов’язаних популяцій, що походять від пізніших, ще частково доісторичних, індоєвропейців бронзової доби. 
Цієї точки зору дотримуються особливо ті археологи, які вважають прабатьківщину великої протяжності та величезної глибини в часі. 
Проте ця точка зору не поділяється лінгвістами, оскільки прамови, як правило, займають невеликі географічні території протягом дуже обмеженого періоду часу, і зазвичай ними розмовляють тісно згуртовані спільноти, такі як одне невелике плем’я. 

Протоіндоєвропейці, ймовірно, жили під час пізнього неоліту або приблизно в IV тис до Р. Х. у лісостеповій зоні безпосередньо на північ від західного краю Понтійсько-Каспійського степу в Східній Європі. 
Деякі археологи запропонували поширити часову глибину PIE до середнього неоліту (5500–4500 рр. до Р. Х.) або навіть раннього неоліту (7500–5500 рр. до Р. Х.) і запропонували альтернативні початкові прабатьківщини протоіндоєвропейців.
Наприкінці III тис до Р. Х. деякі племена протоіндоєвропейців досягли Анатолії (хетти), Егейського моря (Мікенська Греція), Західної Європи та Південного Сибіру (Афанасіївська культура). 

#### Походження протоіндоєвропейців
Протоіндоєвропейці, тобто люди Ямної та споріднених культур, ймовірно, були сумішшю східноєвропейських мисливців-збирачів; і людей, пов'язаних з Близьким Сходом, 
тобто кавказькі мисливці-збирачі (CHG) 

або іранські халколітичні люди з кавказьким компонентом мисливців-збирачів. 

### Витоки найдавнішої PIE
Існують різні гіпотези щодо генезису архаїчної PIE. 

 
Хоча консенсус полягає в тому, що ранні та пізні етапи мови PIE виникли в понтійських степах, місце походження архаїчної PIE стало центром уваги знову через питання, звідки CHG-компонент прийшов, і якщо вони були носіями архаїчної PIE. 

Деякі припускають походження архаїчної PIE від мов (EHG) мисливців-збирачів східноєвропейського/євразійського степу, деякі припускають походження з Кавказу або на південь від нього, а інші припускають змішане походження від мов обох вищезазначених регіонів.

#### Кавказьке походження
Деякі нещодавні дослідження ДНК призвели до нових припущень, зокрема Девіда Райха, про кавказьку архаїчну або «прото-прото-індоєвропейську» батьківщину , звідки люди, що розмовляли архаїчною мовою PIE, мігрували до Анатолії, де розвинулися анатолійські мови, тоді як у степах архаїчні PIE розвинулися в ранні та пізні PIE. 

Ентоні (2019, 2020) критикує гіпотезу Райха та Крістіансена про південне/кавказьке походження та відкидає можливість того, що майкопці бронзової доби на Кавказі були південним джерелом мови та генетики індоєвропейців. 
За словами Ентоні, посилаючись на Wang et al. (2018), 

Майкопська культура мала генетичний вплив на Ямну, чиї батьківські лінії, як виявилося, відрізнялися від тих, що були знайдені в майкопських похованнях, натомість були пов’язані з попередніми східноєвропейськими мисливцями-збирачами. 
Крім того, майкопська культура (та інші сучасні кавказькі зразки), разом із CHG з цієї дати, мали значне анатолійське фермерське походження, «яке поширилося на Кавказ із заходу приблизно після 5000 р. до Р.Х.», тоді як ямна культура мала менший відсоток, який не пов'язаний з майкопським походженням. 
Частково з цих причин Ентоні робить висновок, що кавказькі культури бронзової доби, такі як Майкопська, «зіграли лише незначну роль, якщо взагалі мали місце, у формуванні ямної культури». 
Згідно з Ентоні, коріння протоіндоєвропейської мови (архаїчної або протопротоіндоєвропейської) було переважно в степу, а не на півдні.

#### Індоуральський Urheimat
Бомгард пропонує альтернативу кавказькій субстратній гіпотезі — «північно-каспійський індо-уральський» Urheimat, що передбачає походження PIE від контакту двох мов; євразійська степова мова з північного Каспію (споріднена з уральською ), яка набула субстратного впливу північно-західної кавказької мови. 

Відповідно до Ентоні (2019), генетичний зв'язок з уральською малоймовірний і не може бути надійно доведений; подібності між уральською та індоєвропейською мовами можна було б пояснити ранніми запозиченнями та впливом. 

#### Степове походження з впливом CHG південного Каспію
Ентоні стверджує, що протоіндоєвропейська мова утворилася переважно з мов східноєвропейських мисливців-збирачів із впливом кавказьких мисливців-збирачів 
, 
і припускає, що архаїчна протоіндоєвропейська мова сформувалася у сточищі Волги (у Східноєвропейському степу). 
 
Вона розвинулась на базі мов, якими розмовляли східноєвропейські мисливці-збирачі на степових рівнинах Волги, з деяким впливом мов північнокавказьких мисливців-збирачів, які мігрували з Кавказу до нижньої Волги. 
Крім того, існує можливий пізніший вплив, який передбачає невеликий генетичний вплив, у пізньому неоліті чи бронзовій добі з боку мови майкопської культури на півдні, що, за гіпотезою, належала до Північнокавказької сім'ї. 

Згідно Ентоні, мисливсько-рибальські стоянки з нижньої Волги, датовані 6200–4500 рр. до Р.Х., могли бути стоянками людей, які внесли CHG-компонент, подібно до печер Хоту та Камарбанд, мігруючи з північно-західного Ірану чи Азербайджану через західне узбережжя Каспійського моря. 
Вони змішалися з EHG-людьми з північних поволзьких степів, утворивши Хвалинську культуру, що «може представляти найдавнішу фазу PIE». 

Отримана культура внесла свій внесок у становлення Середньостогівської культури, 
 
попередницю ямної культури.

## Архаїчні протоіндоєвропці

### Доямні степові культури
Згідно з Ентоні, розвиток протоіндоєвропейських культур розпочався з впровадження скотарства в понтійсько-каспійських степах. 

Прибл. в 5200–5000 рр до Р. Х. Понтійсько-Каспійські степи були заселені мисливцями-збирачами. 

Згідно з Ентоні, перші пастухи худоби мігрували з долини Дунаю прибл. 5800–5700 до Р. Х., нащадки перших європейських фермерів. 

Вони сформували культуру Криш (5800–5300 рр. до Р. Х.), створивши культурну межу на вододілі Прут-Дністер. 
 
Сусідня буго-дністровська культура (6300–5500 рр. до Р. Х.) була місцевою культурою, звідки скотарство поширилося серед степових народів. 

Наступною частиною понтійсько-каспійських степів, що перейшла до скотарства, були Дніпровські пороги. 
У той час це була густонаселена територія понтійсько-каспійських степів, де з кінця льодовикового періоду мешкали різні популяції мисливців-збирачів. 
Приблизно з 5800–5200 рр. до Р. Х. його заселяла перша фаза дніпро-донецької культури, культури мисливців-збирачів, одночасної з буго-дністровською культурою. 

Прибл. 5200–5000 рр. до Р. Х. Кукутень-Трипільська культура (6000–3500 рр. до Р. Х.) (також трипільська культура), що вважається неіндоєвропейською, з’являється на схід від Карпатських гір 
, 
переміщуючи культурну межу до долини Південного Бугу, 
 
тоді як на Дніпровських порогах перейшли до скотарства, знаменуючи перехід до Дніпро-Донецької культури II (5200/5000 – 4400/4200 до Р. Х.). 

Носії дніпро-донецької культури використовували велику рогату худобу не лише для ритуальних жертвоприношень, а й для щоденного раціону. 

Хвалинська культура (4700–3800 рр. до Р. Х.), 
 
що розташовувалась на середній Волзі, була зв’язана торговими шляхами з долиною Дунаю 
 
також тримали велику рогату худобу та вівці, але вони були «важливішими в ритуальних жертвоприношеннях, ніж у харчуванні». 

Самарська культура (початок V тис до Р. Х.), 
 
була разташована на північ від хвалинської культури, взаємодіяла з хвалинською культурою 
, 
тоді як археологічні знахідки, здається, пов’язані з дніпро-донецькою культурою II. 

Середньостогівська культура (4400–3300 рр. до Р. Х.) 

з’являється в тому ж місці, що й дніпро-донецька культура, але демонструє вплив мігрантів з Волги. 

На думку Васильєва, хвалинська та середньостогівська культури демонструють сильну подібність, припускаючи «широкий середньостогівсько-хвалинський горизонт, що охоплює весь Понтійсько-Каспійський регіон в енеоліті». 

З цього горизонту виникла ямна культура, що поширилася на весь Понтійсько-Каспійський степ. 

### Європа: міграція в долину Дунаю (4200 р. до Р. Х.)
Згідно з Ентоні, скотарі перед'ямного степу, архаїчні носії протоіндоєвропейської мови, поширилися в долину нижнього Дунаю приблизно в 4200–4000 роках до Р. Х., спричинивши або скориставшись крахом Старої Європи,

мали архаїчні протоіндоєвропейські діалекти, що частково збереглися пізніше в анатолійських мовах». 

### Анатолія: архаїчні протоіндоєвропейці (хети; 4500–3500 рр. до Р. Х.)
Анатолійці були групою окремих індоєвропейських народів, що розмовляли анатолійськими мовами та мали спільну культуру. 

Хетська імперія при її найбільшому розквіті за Суппілуліуми I (бл.  1350–1322 рр. до Р. Х.) і Мурсілі II (бл.  1321–1295 рр. до Р. Х.)

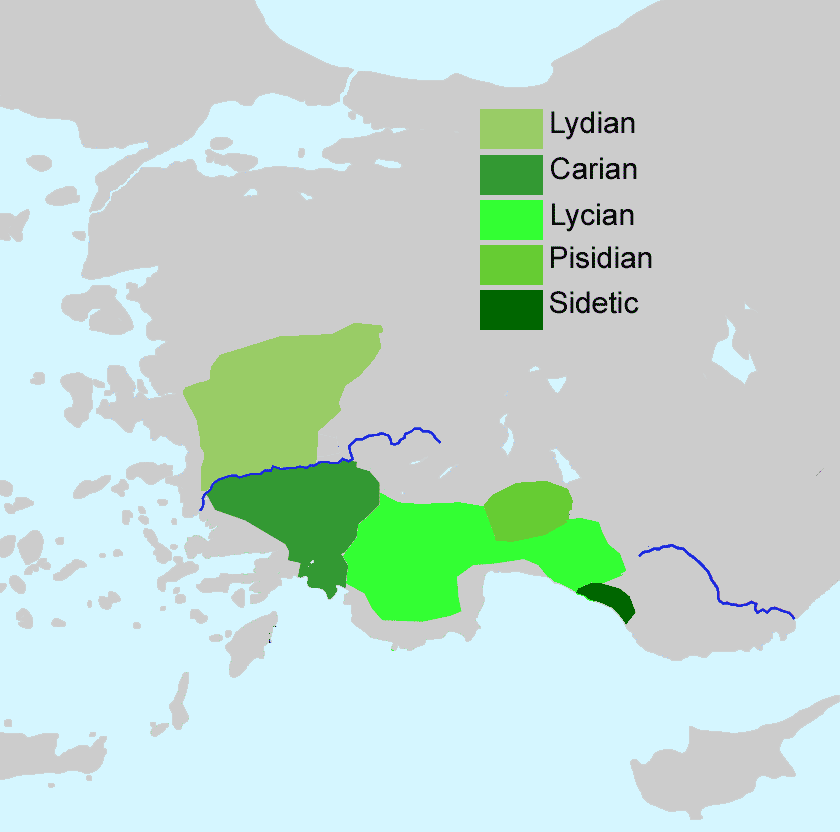
Анатолійські мови, засвідчені в середині І тис до Р. Х.

Територія, де в II тис до Р. Х. розмовляли лувійською мовою

Найдавніші лінгвістичні та історичні свідчення анатолійців — імена, згадані в ассирійських торгових текстах XIX стдо Р. Х. у Каніші. 

Анатолійські мови були гілкою індоєвропейської мовної сім'ї. 
Археологічне відкриття архівів хетів і віднесення хетської мови до окремої анатолійської гілки індоєвропейських мов викликало сенсацію серед істориків, змусивши переоцінити історію Близького Сходу та індоєвропейську лінгвістику. 

#### Походження
Damgaard et al. (2018) зазначають, що «серед порівняльних лінгвістів балканський шлях для міграції анатолійців зазвичай вважається імовірнішим, ніж міграція через Кавказ, через, наприклад, більшу присутність анатолійців та мовне розмаїття на заході." 

Mathieson et al. відзначають відсутність «великої кількості» степових предків на Балканському півострові та в Анатолії, що може вказувати на те, що архаїчний PIE походить з Кавказу чи Ірану, але також стверджують, що «залишається можливим, що індоєвропейські мови були поширені через південно-східну Європу в Анатолію без великомасштабного переміщення чи змішання населення». 

Damgaard et al. (2018), не виявив «жодного зв’язку між генетичним походженням і ексклюзивною етнічною чи політичною ідентичністю серед населення Центральної Анатолії бронзової доби, як це передбачалося раніше». 

На їхню думку, хетам бракувало степового походження, стверджуючи, що «анатолійський клав індоєвропейських мов не походить від широкомасштабного переміщення населення зі степу епохи міді/ранньої бронзи», всупереч гіпотезі Ентоні про велику масштабну міграцію через Балкани, яку було запропоновано у 2007 році. 

Перші носії індоєвропейських мов, можливо, досягли Анатолії «через комерційні контакти та невеликі переміщення протягом бронзової доби». 

Крім того, вони заявляють, що їхні висновки «збігаються з історичними моделями культурної гібридності та «золотої середини» в мультикультурній та багатомовній, але генетично однорідній Анатолії бронзової доби», як це запропоновано іншими дослідниками. 

За даними Kroonen et al. (2018), у лінгвістичному додатку до Damgaard et al. (2018), дослідження аДНК в Анатолії «не показують ознак великомасштабного вторгнення степового населення», але «відповідають нещодавно досягнутому консенсусу серед лінгвістів та істориків про те, що носії анатолійських мов утвердилися в Анатолії шляхом поступового проникнення і культурної асиміляції». 

Далі вони зазначають, що це підтверджує індо-хетську гіпотезу, згідно з якою і протоанатолійська, і протоіндоєвропейська мови відокремилися від спільної рідної мови «не пізніше IV тис до Р. Х. 

#### Періодизація
Хоча хети вперше засвідчені в II тис до Р. Х., 

анатолійська гілка, ймовірно, відокремилася від протоіндоєвропейської на дуже ранній стадії або, можливо, розвинулась від давнішого допротоіндоєвропейського предка.  
Враховуючи степове походження архаїчного PIE, разом із тохарами анатолійці становили перше відоме розповсюдження індоєвропейців із євразійського степу. 
Хоча ті архаїчні носії PIE мови мали вози, вони, ймовірно, досягли Анатолії ще до того, як індоєвропейці навчилися використовувати колісницями для війни. 

Цілком імовірно, що їхнє прибуття було поступовим переселенням, а не армією загарбників. 

На думку Мелорі, ймовірно, що анатолійці досягли Близького Сходу з півночі або через Балкани, або через Кавказ в III тис до Р. Х.. 

Згідно з Ентоні, якщо вона відокремилася від протоіндоєвропейської, то, ймовірно, це сталося в 4500 — 3500 рр до Р. Х.. 

Згідно з Ентоні, нащадки архаїчних протоіндоєвропейських степових скотарів, які переселилися в долину нижнього Дунаю приблизно в 4200–4000 рр до Р. Х.. пізніше мігрували до Анатолії, ймовірно, ще в 3000 рр до Р. Х..

Згідно з Парполою, міграція носіїв індоєвропейської мови з Європи в Анатолію та поява хетської мови пов’язана з пізнішими міграціями носіїв протоіндоєвропейської мови з ямної культури в долину Дунаю бл. 2800 р. до Р. Х. 

, 
що відповідає «звичайному» припущенню, що анатолійська індоєвропейська мова була введена в Анатолію десь в III тис до Р. Х. 

#### Хетська цивілізація
Хети, що заснували велику імперію на Близькому Сході в II  тис до Р. Х., є, безумовно, найвідомішими представниками анатолійської групи. 
Історія хетської цивілізації відома в основному з клинописних текстів, знайдених на території їхнього королівства, і з дипломатичного та комерційного листування, знайденого в різних архівах Єгипту та Близького Сходу. 
Попри використання Хатті щодо основної території, хетів слід відрізняти від хаттів, більш раннього народу, який населяв той самий регіон (до початку II  тис до Р. Х.). 
Хетська армія успішно використовувала колісниці. 
Хоча культура належить до бронзової доби, вони були попередниками залізної доби, розвиваючи виробництво залізних артефактів ще з XIV ст до Р. Х., коли листи до іноземних правителів розкривають попит останніх на вироби із заліза. 
Хетська імперія досягла свого розквіту в середині XIV ст до Р. Х. під час Суппілуліума I, коли вона охоплювала територію, що включала більшу частину Малої Азії, а також частини північного Леванту та Верхньої Месопотамії. 
Після 1180 р до Р. Х., на тлі катастрофи бронзової доби в Леванті, пов’язаного з раптовим приходом народів моря, царство розпалося на кілька незалежних "Сиро-хетські царства "міст-держав, деякі з яких проіснували аж до VIII ст до Р. Х. Землі анатолійських народів зазнали послідовних вторгнень ряду народів та імперій з великою частотою: фригійців, біфінійців, мідійців, перси, греки, галатські кельти, римляни. 
Багато з цих загарбників оселилися в Анатолії, у деяких випадках спричинивши вимирання анатолійських мов. 
До середньовіччя, усі анатолійські мови (і культури, що їх супроводжували) вимерли, хоча, можливо, існував тривалий вплив на сучасних жителів Анатолії, особливо вірмен. 

### Північний Кавказ: майкопська культура (3700–3000 рр. до Р. Х.)

Географічне поширення майкопської культури

Майкопська культура, бл.  3700–3000 рр. до Р. Х. 

була основною археологічною культурою бронзової доби в регіоні Західного Кавказу. 
Її ареал простягався від Таманського півострова до сучасного західного кордону Дагестану і на південь до річки Кура. 
Свою назву культура отримала від царського поховання, знайденого в Майкопському кургані в долині річки Кубань.
За словами Мелорі та Адамса, міграції на південь заснували майкопську культуру ( бл.  3500–2500 рр. до Р. Х.). 

Проте, згідно з Марією Івановою, Майкопська культура має походження з Іранського плато, 
 
тоді як кургани початку 4-го тисячоліття в Союкбулаку в Азербайджані, що належать до культури Лейла-Тепе, демонструють паралелі з курганами Майкопської культури. 
За словами Мусейблі, «племена культури Лейла-тепе мігрували на північ у середині IV тис до Р. Х. і відіграли важливу роль у підйомі Майкопської культури Північного Кавказу». 

Ця модель була підтверджена генетичним дослідженням, опублікованим у 2018 році, яке приписувало походження майкопців міграцією енеолітичних фермерів із західної Грузії на північну сторону Кавказу. 
 
Існує припущення, що майкопці розмовляли північнокавказькою, а не індоєвропейською мовою. 

## Ранні протоіндоєвропейці

### Афанасіївська культура (3500–2500 рр. до Р. Х.)
Афанасіївська культура (3300-2500 рр. до Р. Х.) є найдавнішою археологічною культурою епохи енеоліту, знайденою дотепер у Південному Сибіру, що займає Мінусинську улоговину, Алтай і Східний Казахстан. 
Виникла з переселенням людей із доямної репінської культури на річці Дон 

і пов’язана з тохарами. 

Радіовуглецевий аналіз датує афанасіївську культуру аж 3705 роком до Р. Х. на дерев’яних інструментах і 2874 р до Р. Х. на людських останках. 

Найдавніша з цих дат наразі відхилена, даючи дату приблизно 3300 р. до Р. Х. для початку культури. 

### Тохари
Тохари — мешканці середньовічних міст-держав-оаз на північній околиці Таримського басейну (сучасний Сіньцзян, Китай). 
Тохарські мови (гілка індоєвропейської сім’ї) відомі з рукописів VI-VIII ст по Р.Х., після чого вони були витіснені тюркськими мовами уйгурськими племенами. 
Ці люди були названі «тохарами» вченими кінця XIX століття, які ототожнювали їх з тохарами, описаними давньогрецькими джерелами як мешканцями Бактрії. Хоча ця ідентифікація зараз вважається помилковою, назва залишилась.
Науковці вважають, що тохари розвинулися з афанасіївської культури Сибіру (бл.  3500–2500 рр. до Р.Х.). 

Існувала гіпотеза, що Таримські мумії, датовані 1800 р. до Р.Х., представляють міграцію носіїв тохарської мови з ареалу Афанасіївської культури в Таримську улоговину на початку II тис до Р.Х 
 
проте генетичне дослідження 2021 року показало, що Таримські мумії є останками місцевих жителів, що походять від стародавніх жителів Північної Євразії та Північно-Східної Азії, і натомість дослідники припустили, що тохари ймовірно, були афанасіївськими скотарями Алтаєво-Саянського регіону на півдні Сибіру (3150–2750 рр. до Р. Х.) мігрувавшими в Джунгарський басейн афанасьєвськими мігрантами" що мали, тісні генетичні зв’язки з Ямною культурою (3500–2500 рр. до Р. Х.). ) понтійсько-каспійського степу, розташованого в 3000 км на захід — до запису в буддистських писаннях 500-1000 рр. по Р.Х. 

Індоєвропейська експансія на схід у II тис до Р.Х  мала значний вплив на китайську культуру, 
 
представивши колісницю,

поховання коней, 

одомашнених коней, 

технологію заліза, 

і колісні транспортні засоби,
 
бойові стилі, ритуали «голова і копита», мистецькі мотиви та міфи. 

До кінця II тис до Р. Х. домінуюче населення від південних схилів Алтаю до північних передгір'їв Тибетського плато було антропологічно європеоїдним, причому північна частина розмовляла ірансько-скіфськими мовами, а південна частина — тохарськими мовами, що сусідствовали на північному сході з монголоїдним населенням. 

Ці дві групи конкурували одна з одною, поки остання не перемогла першу. 

Переломний момент стався приблизно в 5-4 ст до Р.Х. з поступовою монголізацією Сибіру, тоді як Східна Центральна Азія (Східний Туркестан) залишалася європеоїдною з індоєвропейською мовою аж до 1-го тис по Р.Х.. 

Політична історія індоєвропейців Внутрішньої Азії II ст до Р.Х. — V ст по Р.Х.є справді славетним періодом. Саме їхній рух привів Китай до контакту із західним світом, а також з Індією. Ці індоєвропейці тримали ключ до світової торгівлі протягом тривалого періоду... У процесі власної трансформації ці індоєвропейці впливали на світ навколо них більше, ніж будь-який інший народ до появи ісламу». —  А. К. Нараїн

#### Юечжі

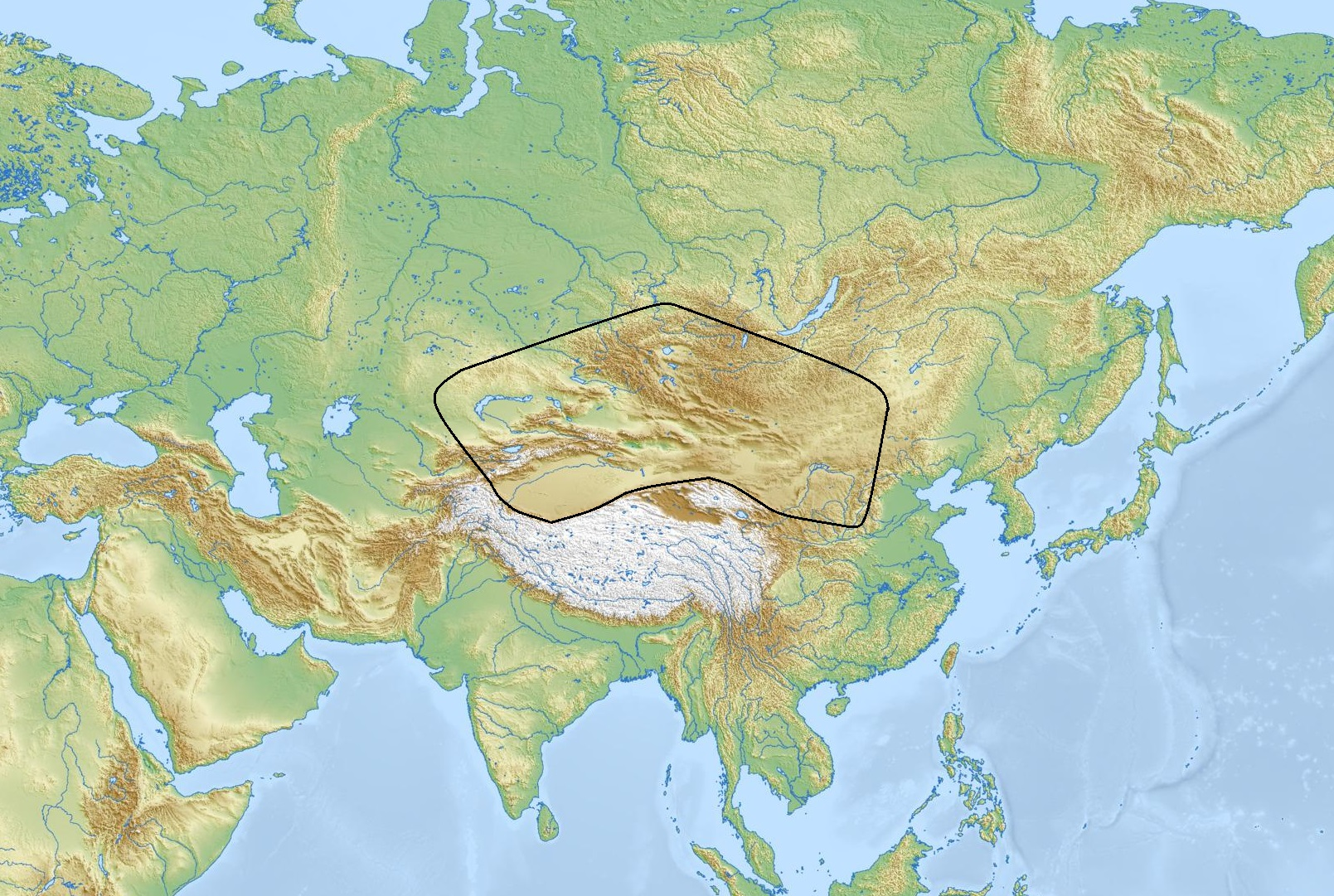
Приблизні розміри імперії Юечжі, як описано в історії цивілізацій Центральної Азії ЮНЕСКО

Синолог Едвін Г. Пуллібланк припустив, що юечжі, усунь, Даюань, Кангюй та Яньці могли бути тохаромовними. 

Серед них юечжі, як правило, вважають тохарами. 

Юечжі спочатку мали поселення на посушливих луках у східній частині Таримського басейну, на території сучасного Сіньцзяна та західної Ганьсу в Китаї.
Науковці вважають, що на піку своєї могутності в III ст до Р.Х. юечжі домінували в районах на північ від гір Ціляньшань (включаючи Таримський басейн і Джунгарію), Алтайському регіоні 
, 
більшій частині Монголії та верхів'я Хуанхе. 

Цю територію називають імперією Юечжі. 

Їхніми східними сусідами були Дунху . 

Поки юечжі тиснули на хунну із заходу дунху робили те саме зі сходу. 
 
Велика кількість народів, включаючи усунь, Таримського басейну та, можливо, цян
, 
перебували під контролем юечжі. 

Вони вважалися пануючою силою в Центральній Азії. 

Свідчення з китайських записів свідчать про те, що народи Центральної Азії на заході аж до Парфянської імперії перебували під владою Юечжі. 
Це означає, що територія імперії Юечжі приблизно відповідала території пізнішого Першого Тюркського каганату. 

Пазирицькі могильники плато Укок збігаються з вершиною могутності юечжі, тому поховання були приписані їм, що означає, що Алтайський край входив до складу імперії юечжі. 

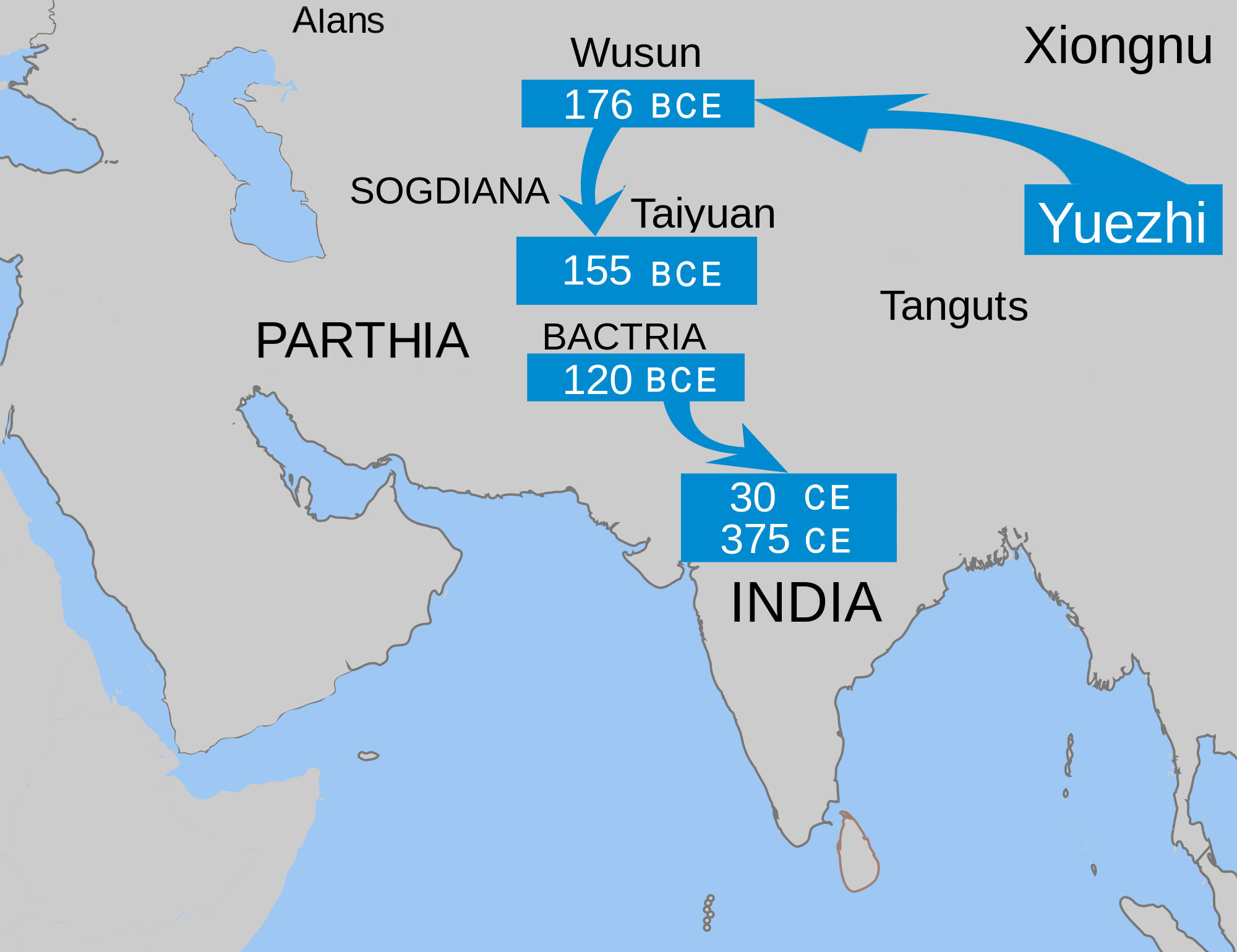
Міграції юечжі через Центральну Азію приблизно 176 р. до Р. Х. — 30 по Р. Х.

Після поразки юечжі від хунну у 2 ст до Р. Х. невелика група, відома як маленькі юечжі, втекла на південь, згодом породивши народ Цзе, що домінував у Пізньому Чжао до повного винищення Жань Мінь у війні Жань Вей – Пізня Чжао. 
Однак більшість юечжі мігрували на захід до долини Ілі, де вони витіснили саків (скіфів). 
Вигнані з долини Ілі невдовзі усунами, юечжі мігрували до Согдіани, а потім до Бактрії. 
Потім вони поширилися на північ Південної Азії та заснували Кушанську імперію. 
Кушанська імперія простягалася від Турфана в Таримському басейні до Паталіпутри на Гангській рівнині під час свого розквіту та відіграла важливу роль у розвитку Шовкового шляху та передачі буддизму Китаю. 
Тохарськими мовами продовжували розмовляти в містах-державах Таримського басейну, вимерли лише в Середньовіччі.

## Пізні праіндоєвропейці
Пізня PIE пов’язана з культурою та розширенням Ямної культури, від якої походять усі індоєвропейські мови, крім анатолійських мов і тохарської.

### Ямна культура
| Походження ямної культури |
| ------------------------- |
|                           |
|                           |
|                           |
|                           |

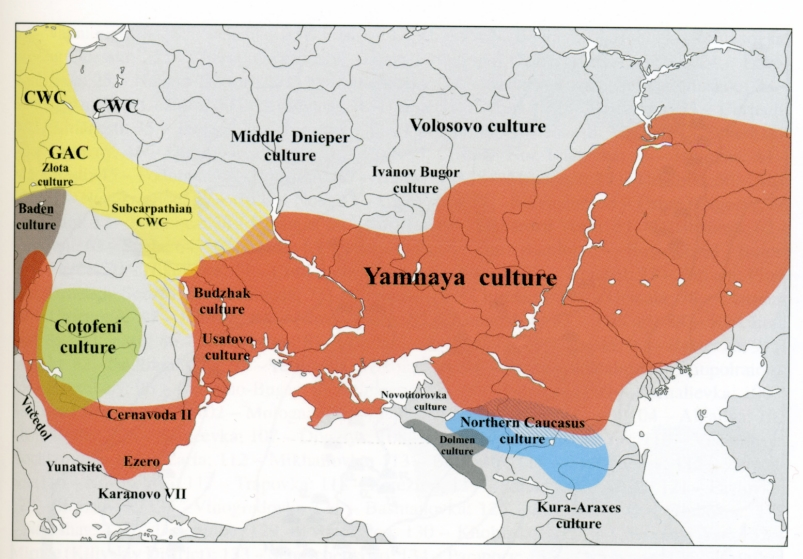
Найбільше поширення ямної культури. прибл. 3500 рр. до Р.Х. витоки усатівської культури; 3400 рр. до Р.Х. витоки Ямної культури; 3400 –3200 рр. до Р.Х. розширення Ямної культури через Понтійсько-Каспійський степ; 3000 р. до Р.Х. кінець трипільської культури та перетворення ямної культури на культуру шнурової кераміки у контактній зоні на схід від Карпатських гір; 3100–2600 рр. до Р.Х. Ямна культура — розширення в долину Дунаю.

На думку Mallory, 1991, «походження ямної культури все ще є предметом дискусій», причому гіпотези щодо її походження пропонують як на Хвалинську, так і на Середньостозьку. 
 
Хвалинська культура (4700–3800 рр. до Р.Х.) 

(Середня Волга) і донська Репінська культура (прибл. 3950–3300 рр. до Р.Х.) 
 
у східному Понтійсько-Каспійському степу та близько пов’язана Середньостозська культура (4500 — 3500 рр. до Р.Х.) у західному понтійсько-каспійському степу передувала Ямній культурі (3300–2500 рр. до Р.Х.). 

Згідно з Ентоні, Ямна культура виникла в районі Дону-Поволжя бл. 3400 рік до Р.Х., 

стверджуючи, що пізню кераміку цих двох культур ледь можна відрізнити від ранньої Ямної кераміки. 

Ямний горизонт (він же культура ямних могил) швидко поширився понтійсько-каспійськими степами між 3400 — 3200 рр. до Р.Х.

Це була адаптація до кліматичних змін, які відбулися в 3500 — 3000 рр. до Р.Х., коли степи стали сухішими та прохолоднішими. 
Стада потрібно було часто переміщати, щоб їх достатньо прогодувати, і використання возів і їзда верхи зробили це можливим, що призвело до «нової, мобільнішої форми скотарства». 

Це супроводжувалося новими соціальними правилами та інституціями для регулювання місцевих міграцій у степах, створюючи нове соціальне усвідомлення окремої культури та «культурних Інших», які не брали участі в цих нових інституціях. 

За словами Ентоні, «поширення ямного горизонту було матеріальним вираженням поширення пізнього протоіндоєвропейського понтійсько-каспійських степів». 

Далі Ентоні зазначає, що «Ямний горизонт є видимим археологічним вираженням соціальної адаптації до високої мобільності — винайдення політичної інфраструктури для управління більшими стадами з пересувних будинків, розташованих у степах». 
 
горизонт є класичним реконструйованим протоіндоєвропейським суспільством з кам'яними ідолами, переважно практикуючим тваринництво в постійних поселеннях, захищених городищами, що живе за рахунок сільського господарства та рибальства вздовж річок. 
Згідно Гімбутас, контакт ямного горизонту з культурами Європи пізнього неоліту призводить до утворення культур «курганізованих» кулястих амфор і баденської культури. 

Ентоні виключає культуру кулястих амфор. 

Дещо раніше на Північному Кавказі виникає майкопська культура (3700 — 3000 рр. до Р.Х.). 
Хоча Гімбутас розглядає її як відросток степових культур, вона пов’язана з розвитком Месопотамії, і Ентоні не вважає її протоіндоєвропейською культурою. 
 
Майкопська культура демонструє найдавніші свідчення початку бронзової доби, а бронзова зброя та артефакти представлені в ямному горизонті.
В 3100 — 2600 роками до Р.Х. ямники поширилися долиною Дунаю аж до Угорщини. 

Згідно з Ентоні, ця міграція, ймовірно, породила протокельтську 
 
та доіталійську мову. 

Догерманські діалекти могли розвинутися між Дністром (Західна Україна) і Віслою (Польща) в 3100 — 2800 рр. до Р.Х. і поширитися разом із культурою шнурової кераміки. 

Слов'яни та балти розвинулися на середньому Дніпрі (сучасна Україна) 
 
у 2800 р. до Р.Х., також поширюючись із горизонтом шнурової кераміки. 

### Пост-Ямні культури
На півночі по межі Дон-Поволжя з ямним горизонтом межувала Полтавкинська культура (2700–2100 рр. до Р.Х.), тоді як культура шнурової кераміки простягалася на схід, даючи початок Синташтинській культурі (2100–1800 рр. до Р.Х.). Синташтинська культура розширила зону індоєвропейської культури на схід від Уральських гір, породивши протоіндоіранську мову та подальше поширення індоіранських мов до Індії та Іранського плато. 

## Європа

### Занепад неолітичної популяції
В 4000 — 3000 рр. до Р. Х. неолітична популяція в Західній Європі скоротилася, ймовірно, через чуму та інші вірусні геморагічні лихоманки. 
Цей занепад супроводжувався міграціями індоєвропейського населення до Західної Європи, що змінило генетичний склад західноєвропейського населення. 

У трьох генетичних дослідженнях у 2015 році було зроблено висновок, що субклади Y-ДНК гаплогруп R1b і R1a та аутосомний компонент, присутній у сучасних європейців, якого не було у неолітичних європейців, були введені популяціями, пов’язаними з Ямною культурою, із західноєвразійського степу поряд з індоєвропейськими мовами. 

Під час енеоліту та ранньої бронзи культури Європи, що походять від ранніх європейських землеробів (EEF), зазнали вторгнення скотарів західного степу (WSH) із понтійсько-каспійського степу, які мали близько 60% генофонду Східноєвропейських мисливців-збирачів (EHG) та 40% домішки Кавказьких мисливців-збирачів (CHG). 
Ці вторгнення призвели до того, що лінії батьківської ДНК EEF в Європі були майже повністю замінені на батьківську ДНК EHG/WSH (головним чином R1b і R1a). Материнська ДНК EEF (переважно гаплогрупа N) також сильно зменшилася  та була витіснена степовими лініями,

припускаючи, що в міграціях брали участь як чоловіки, так і жінки зі степу. 
У дослідженні стверджується, що понад 90% генофонду Британії епохи неоліту було замінено з приходом носіїв Культури дзвоноподібних келихів
, 
який мав близько 50% предків WSH. 

Данський археолог Крістіан Крістіансен зазначив, що він «дедалі більше переконаний, що мав бути певний вид геноциду». 

На думку еволюційного генетика Еске Віллерслева, «відбулося значне скорочення неолітичної ДНК у помірній Європі та різке збільшення нового генофонду ямної культури, що лише незначно був присутній у Європі до 3000 року до Р. Х.». 

### Походження європейського відгалуження індоєвропейських мов
Походження італо-кельтських, германських та балто-слов’янських мов часто пов’язували з поширенням горизонту шнурової кераміки та дзвоноподібних келихів, але деталі залишаються незрозумілими. 
Ускладнюючим фактором є асоціація гаплогрупи R1b з горизонтом Ямної культури та дзвоноподібних келихів, тоді як горизонт шнурової кераміки міцно асоціюється з гаплогрупою R1a. 
Предки германців і балто-слов'ян, можливо, поширилися разом із культурою шнурової кераміки, що походить на схід від Карпат, тоді як долина Дунаю була прабатьківщиною італо-кельтів.

#### Відносини між мовами
На думку Девіда Ентоні, догерманська мова відокремилася найраніше (3300 р. до Р. Х.), потім доіталійська та докельтська (3000 р. до Р. Х.), довірменська (2800 р. до Р. Х.), добалто-слов’янська (2800 р. до Р. Х.) і до-грецька (2500 р. до Р. Х.). 

Мелорі зазначає, що італійські, кельтські та германські мови тісно пов’язані між собою, що відповідає їхньому історичному поширенню. 
Германські мови також споріднені з балтійськими та слов'янськими мовами, які, у свою чергу, мають схожість з індоіранськими мовами. 
 
Грецька, вірменська та індоіранська мови також споріднені, що свідчить про «ланцюг центральноіндоєвропейських діалектів, що існували від Балкан через Чорне море до східного Каспію». 
 
А кельтські, італійські, анатолійські та тохарські мови зберігають архаїзми, які зберігаються лише в цих мовах. 

Хоча вважається, що шнуровий посуд в основному походить від ямної культури, більшість самців шнурового посуду мали R1a Y-ДНК, тоді як самці ямної переважно носили R1b-M269. 

Згідно з Sjögren et al. (2020), R1b-M269 «є основним родоводом, пов’язаним із прибуттям степових предків у Західну Європу після 2500 р. до Р. Х. і тісно пов’язаний із розширенням культури дзвоноподібних келихів.

#### Балкано-Дунайський комплекс та Східнокарпатська контактна зона

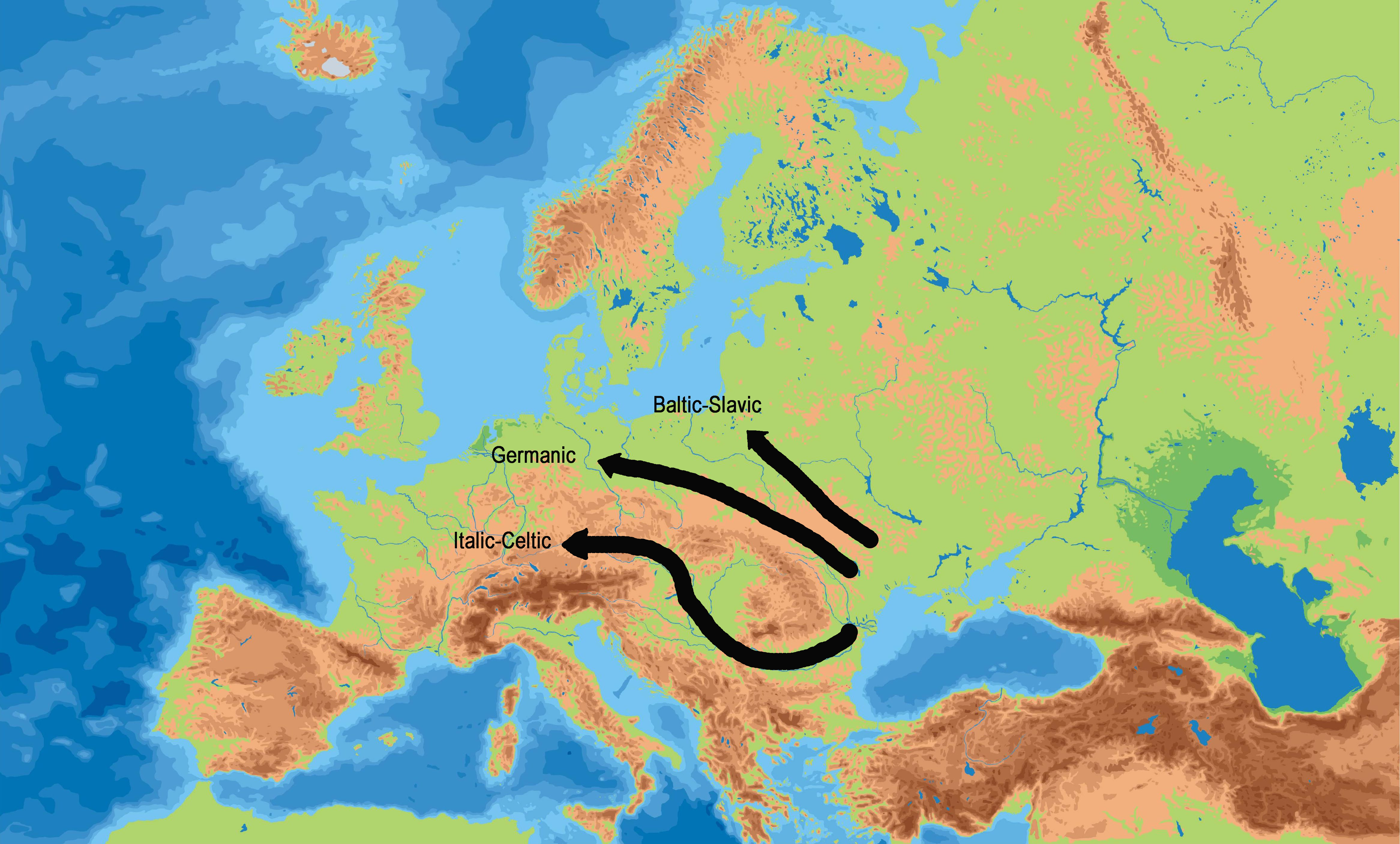
Міграції індоєвропейців на північ і південь від Карпатських гір і подальший розвиток кельтських, германських та балто-слов’янських мов, згідно з Ентоні (2007))

Балкано-дунайський комплекс — сукупність культур у Південно-Східній Європі, на схід і захід від Карпатських гір, з яких західні індоєвропейські мови, ймовірно, поширилися до Західної Європи бл. 3500 р до Р. Х. 

Територія на схід від Карпатських гір утворювала контактну зону між поширеною ямною культурою та північноєвропейськими землеробськими культурами. 
Згідно з Ентоні, доіталійська і докельтська (пов’язані за Ентоні із долиною Дунаю), а також догерманська і балтослов’янська (пов’язані за Ентоні зі східнокарпатською контактною зоною) могли відокремитися тут від протоіндо-європейської мови. 

Ентоні (2007) постулює Усатівську культуру як джерело догерманської гілки. 

Вона розвинулася на схід від Карпатських гір, у південно-східній частині Центральної Європи, приблизно в 3300–3200 рр до Р.Х. на річці Дністер. 
.
Хоча тісно пов’язана з трипільською культурою, вона є сучасною Ямній культурі та багато в чому нагадує її. 
 
Згідно з Ентоні, це могло походити від «степових кланів, пов’язаних із Ямним горизонтом, які змогли нав’язати стосунки патрон-клієнт у трипільських землеробських селах». 

Згідно з Ентоні, догерманські діалекти могли розвинутися в цій культурі між Дністром (Західна Україна) і Віслою (Польща) 3100 — 2800 рр. до Р. Х. і поширитися разом із культурою шнурової кераміки. 
 
Слов'яни та балти розвинулися на середньому Дніпрі (сучасна Україна) 
  
2800 р. до Р. Х., поширюючись звідти на північ. 

Ентоні (2017) пов’язує походження культури шнурової кераміки з міграцією Ямної культури до Угорщини. 
 
Між 3100 і 2800/2600 рр. до Р. Х., коли горизонт Ямної культури швидко поширився через Понтійський степ, відбулася справжня народна міграція носіїв протоіндоєвропейської мови з місця дислокації Ямної культури в долину Дунаю 
, 
рухаючись уздовж території Усатівської культури аж до Угорщини 
, 
де, можливо, було споруджено до 3000 курганів. 
 
Згідно Ентоні (2007), стоянки культури дзвоноподібних келихів у Будапешті, датовані 2800 — 2600 рр. до Р. Х., можливо, сприяли поширенню ямних діалектів в Австрії та південній Німеччині на захід, де, можливо, розвинулася протокельтська мова.
 
Доіталійська, можливо, розвинулася в Угорщині та поширилася до Італії через культуру полів поховальних урн і культуру Вілланова. 

На думку Парполи, ця міграція в долину Дунаю пов’язана з появою носіїв індоєвропейської мови з Європи в Анатолію та появою хетів. 

Балканські мови (фракійська, дакійська, іллірійська), можливо, розвинулися серед раннього індоєвропейського населення південно-східної Європи. 
У ранньому середньовіччі їх територію заселяли слов'яни що переселилися, а також східноазійські степові народи.

#### Культура шнурової кераміки (3000–2400 рр. до Р. Х.)

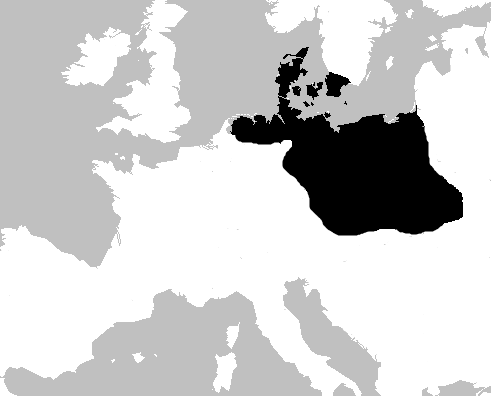
Розповсюдження культури лійчастого посуду (Trichterbecherkultur, TRB) бл.  4300-2800 рр. до Р.Х.

Приблизна протяжність горизонту шнурової кераміки з суміжними культурами III тис до Р. Х. (баденська культура та культура кулястих амфор; за EIEC))

Культура шнурової кераміки в Середній Європі (3200 або 2900  — 2450 — 2350 тис до Р. Х.
 
), ймовірно, відіграла важливу роль у виникненні та поширенні індоєвропейських мов в Європі в епоху мідної та бронзової доби. 

Девід Ентоні стверджує, що «Чайлд (1953:133-38) і Гімбутас (1963) припустили, що мігранти зі степового горизонту Ямної культури (3300–2600 рр. до Р. Х.) могли бути творцями культури шнурової кераміки та поширили індоєвропейські мови в Європу зі степів». 

Згідно з Ентоні (2007), культура шнурової кераміки виникла на північному сході від Карпатських гір і поширилася Північною Європою після 3000 р. до Р. Х. 
з «початковим швидким поширенням» у 2900 — 2700 рр. до Р.Х..
 
Ентоні (2007) розміщує виникнення догерманських діалектів на схід від Карпат, стверджуючи про міграцію вгору по Дністру, 
 
Ентоні (2017) пов’язує походження культури шнурової кераміки від Ямної культури на початку третього століття початку міграції в долину Дунаю, стверджуючи, що «міграційний потік, який створив ці інтрузивні кладовища, зараз, як видно, продовжувався зі східної Угорщини через Карпати до південної Польщі, де з’явилися найдавніші матеріальні ознаки горизонту шнурової кераміки." 

У південній Польщі взаємодія між скандинавською та культурою кулястих амфор призвела до появи нової культури, яку поглинули прибулі скотарі Ямної культури. 

Згідно з Мелорі (1999), культуру шнурового посуду можна вважати «спільним доісторичним предком пізніших кельтських, германських, балтійських, слов’янських і, можливо, деяких індоєвропейських мов Італії». 
Проте Мелорі також зазначає, що культура шнурової кераміки не може пояснити грецьку, іллірійську, фракійську та східноіталійську мови, які можуть походити з Південно-Східної Європи. 

Згідно з Ентоні, горизонт шнурової кераміки міг принести германські, балтійські та слов’янські мови в Північну Європу. 

На думку Гімбутас, культурі шнурової кераміки передувала культура кулястих амфор (3400–2800 рр. до Р. Х.), яку вона також вважала індоєвропейською культурою. Культура кулястих амфор простягалася від центральної Європи до Балтійського моря і виникла з культури лійчастого посуду. 
 
Згідно Мелорі, близько 2400 р. до Р. Х. носії культури шнурової кераміки замінили своїх попередників і розширилися до Дунаю та північних районів західної Німеччини. Споріднена гілка вторглася на території сучасної Данії та південної Швеції. 
Подекуди можна спостерігати спадкоємність між культурою лійчастого посуду та культурою шнурової кераміки, тоді як в інших областях культура шнурової кераміки є провісником нової культури та фізичного типу. 

Згідно Канліффа, більша частина розширення була явно завойована. 
 
Проте, згідно з Фурхольтом, культура шнурової кераміки була місцевим розвитком 
, 
який об’єднував місцеві розробки у більшу мережу. 

Останні дослідження Haak et al. виявили, що рештки чотирьох осіб культури шнурового посуду (2500–2300 рр. до Р. Х.), похованих в Есперштадті, Німеччина, були генетично дуже близькі до носіїв Ямної культури, що свідчить про те, що відбулася масова міграція з євразійських степів до Центральної Європи.   
Згідно з Haak et al. (2015), німецька шнурова кераміка «простежує ~75% свого походження від Ямної культури». 

У додатковій інформації до Haak et al. (2015) Ентоні разом з Лазарідісом, Гааком, Паттерсоном і Райхом зазначає, що масова міграція людей Ямної культури до Північної Європи показує, що «мови могли бути введені просто завдяки чисельності: через велику міграцію, в якій брали участь представники обох статей." 

Фолькер Гейд застерігає бути обережним, роблячи надто вагомі висновки на основі генетичної подібності між культури шнурового посуду і Ямної культури, відзначаючи невелику кількість зразків; пізні дати могил Есперштадт, які також могли зазнати домішки культури дзвоноподібних келихів; 
наявність Ямців в Західній Європі до експансії Дунаєм і ризики екстраполяції «результатів кількох окремих поховань на цілі етнічно інтерпретовані популяції». 

Гайд підтверджує тісний зв’язок між культурою шнурового посуду і Ямною культурою, але також стверджує, що «ані однозначного переходу від Ямної культури до культури шнурового посуду, ані навіть співвідношення 75:25, як стверджується (Haak et al. 2015: 211) не відповідає археологічним даним». 

#### Культура дзвоноподібних келихів (2900–1800 рр. до Р. Х.)

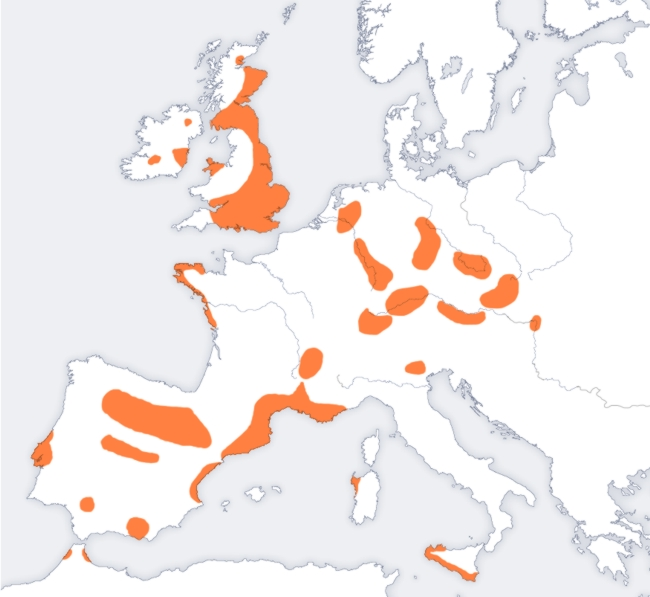
Поширення культури дзвоноподібних келихів

Узагальнене поширення та переміщення культур дзвоноподібних келихів

Культура дзвоноподібних келихів (близько 2900 — 1800 рр. до Р. Х.

) 
може бути предком протокельтської мови 
, 
що поширилася на захід з альпійських регіонів і сформувала «північно-західну індоєвропейську» мову з італійською, германською та балто-слов'янською. 

Початкові міграції культури дзвоноподібних келихів з гирла Тежу, Португалія, були морськими. 
Південні міграції привели до Середземномор’я, де були створені «анклави» на південному заході Іспанії та південній Франції на узбережжі Ліонської затоки і в долину По в Італії, ймовірно, через давні західноальпійські торгові шляхи, які використовувалися для розповсюдження жадеїтових сокир. 
Північна міграція прямувала до південного узбережжя Арморики. 
Анклав, створений у південній Бретані, був тісно пов’язаний річковим і наземним шляхами через Луару та через Гатіне з долиною Сени, а звідти до нижньої течії Рейну. 
Це був давно проторений шлях, відображений у ранньому розповсюдженні кам’яних сокир, і саме через цю мережу морські міграції культури дзвоноподібних келихів вперше досягли Нижнього Рейну приблизно у 2600 р. до Р.Х. 

### Германці

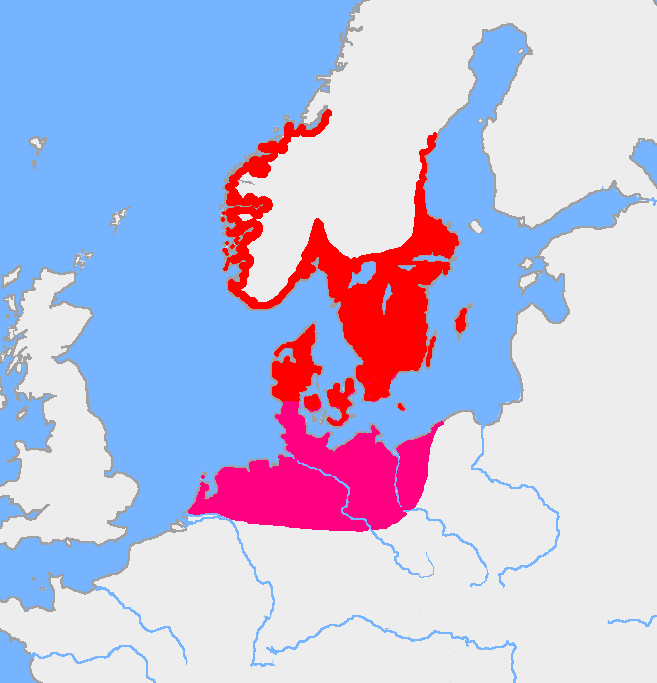
Мапа доримської залізної доби в Північній Європі, що показує культури, пов’язані з протогерманською мовою, бл. 500 рік до Р.Х. Територія попередньої нордичної бронзової доби в Скандинавії показана червоним кольором; пурпурові області на півдні представляють ясторфську культуру Північнонімецької рівнини

.

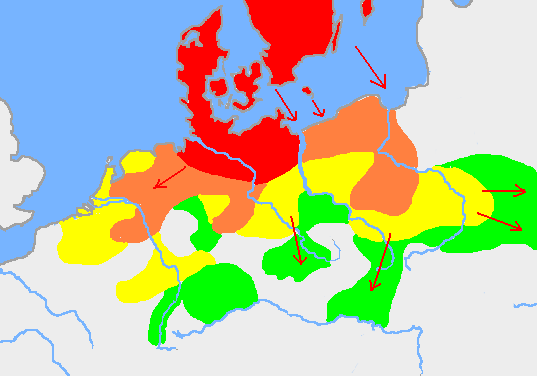
Експансія германських племен
750 до Р.Х. — 1 р. по Р.Х. (після The Penguin Atlas of World History, 1988):
Поселення до 750 BC
Нові поселення 750–500 до Р.Х.
Нові поселення 500–250 до Р.Х.
Нові поселення 250 до Р.Х. — 1 р. по Р.Х.
Деякі джерела також вказують дату 750 р. до Р.Х. для найдавнішої експансії з південної Скандинавії вздовж узбережжя Північного моря до гирла Рейну.

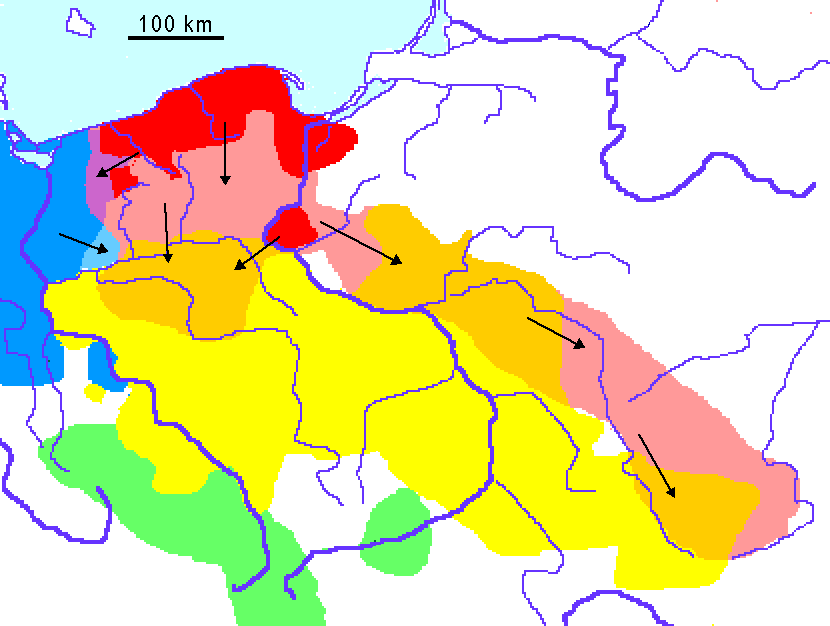
Рання східногерманська експансія (І і II ст. н. е.): Ясторфська культура (синя), Оксивська культура (червона), Пшеворська культура (жовта/помаранчева); поширення культури Вельбарк на схід (світло-червоний/помаранчевий).

Германські народи (у старій літературі їх також називають тевтонці, свеби або готи) 

— індоєвропейська етнолінгвістична група північноєвропейського походження, ідентифікована за використанням ними германських мов, що походять з протогерманської мови, починаючи з Доримської залізної доби. 

На думку Мелорі, германісти «загалом погоджуються», що Urheimat («первісна батьківщина») протогерманської мови, ідіоми предків усіх засвідчених німецьких діалектів, була в основному розташована в області, що відповідає ареалу ясторфської культури, 

— Данія та північна Німеччина. 

Згідно з Герріном, германські народи виникли приблизно в 1800 р. до Р. Х. 

Скандинавська бронзова доба розвинулась із поглинання культури мисливців-збирачів ямкового посуду (3500–2300 рр. до Р. Х.) у сільськогосподарську культуру бойових сокир (2800–2300 рр. до Р. Х.), 

яка у свою чергу розвинулася в результаті взаємодії культури шнурової кераміки (3100-2350 рр. до Р. Х.) та культури лійчастого посуду (4300 — 2800 р. до Р. Х.) на Північно-Європейській рівнині, що межувала з півночі з культурою дзвоноподібних келихів (2800 — 2300 рр. до Р. Х.). 

Догерманська мова могла бути спорідненою зі слов’яно-балтійською та індоіранською мовами, але переорієнтована на італо-кельтські мови. 

Ймовірно, на початку І тис до Р.Х. протогерманською мовою розмовляли на території сучасної Данії, південної Швеції, південної Норвегії та північної Німеччини. Згодом ця територія була розширена й охопила смугу землі на Північно-Європейській рівнині, від Фландрії до Вісли. 
Близько 28% германської лексики має неіндоєвропейське походження. 

До III ст до Р.Х. серед германських народів, що в той час розширювалися на південь за рахунок кельтів та іллірійців, виник доримський залізний вік. 
У наступні століття міграції германських народів досягли берегів Рейну та Дунаю вздовж римського кордону, а також поширилися на території іранських народів на північ від Чорного моря. 

Наприкінці IV ст по Р.Х. гуни вторглися на германські території зі сходу, змусивши багато германських племен мігрувати до Західної Римської імперії. 
 
Під час епохи вікінгів, яка почалася у VIII ст по Р.Х., північногерманські народи Скандинавії мігрували по Європі, засновуючи поселення аж до Північної Америки. 
Переселення німецьких народів у I тис по Р.Х. були основоположним елементом у розселенні народів у сучасній Європі. 

### Італо-кельти
Італійські та кельтські мови зазвичай групують на основі ознак, спільних для цих двох гілок і жодних в інших мовах. 
Це може означати, що вони походять від спільного предка та/або протокельтів і протоіталійців, що розвивалися в безпосередній близькості протягом тривалого періоду часу. 
Італійські мови, як і кельтські, поділяються на форми P і Q : P-італійська містить оскійську та умбрійську, тоді як латину та фалійську відносять до Q-італійської гілки. 

Зв’язок із ямною культурою в контактній зоні західної та центральної Європи між Рейном і Віслою (Польща) 

такий: ямна культура (3300 — 2600 рр. до Р.Х.) — культура шнурової кераміки (3100 — 2350 р. до Р.Х.) – культура дзвоноподібних келихів (2800 — 1800 рр. до Р.Х.) — Унетицька культура (2300 — 1680 рр. до Р.Х.) — культура курганних поховань (1600–1200 рр. до Р.Х.) — культура полів поховальних урн (1300 — 750 рр. до Р.Х.). 
На Балканах вучедольська культура (3000 — 2200 рр. до Р.Х.) була контактною зоною між пост'ямною та культурою дзвоноподібних келихів.

#### Італіки

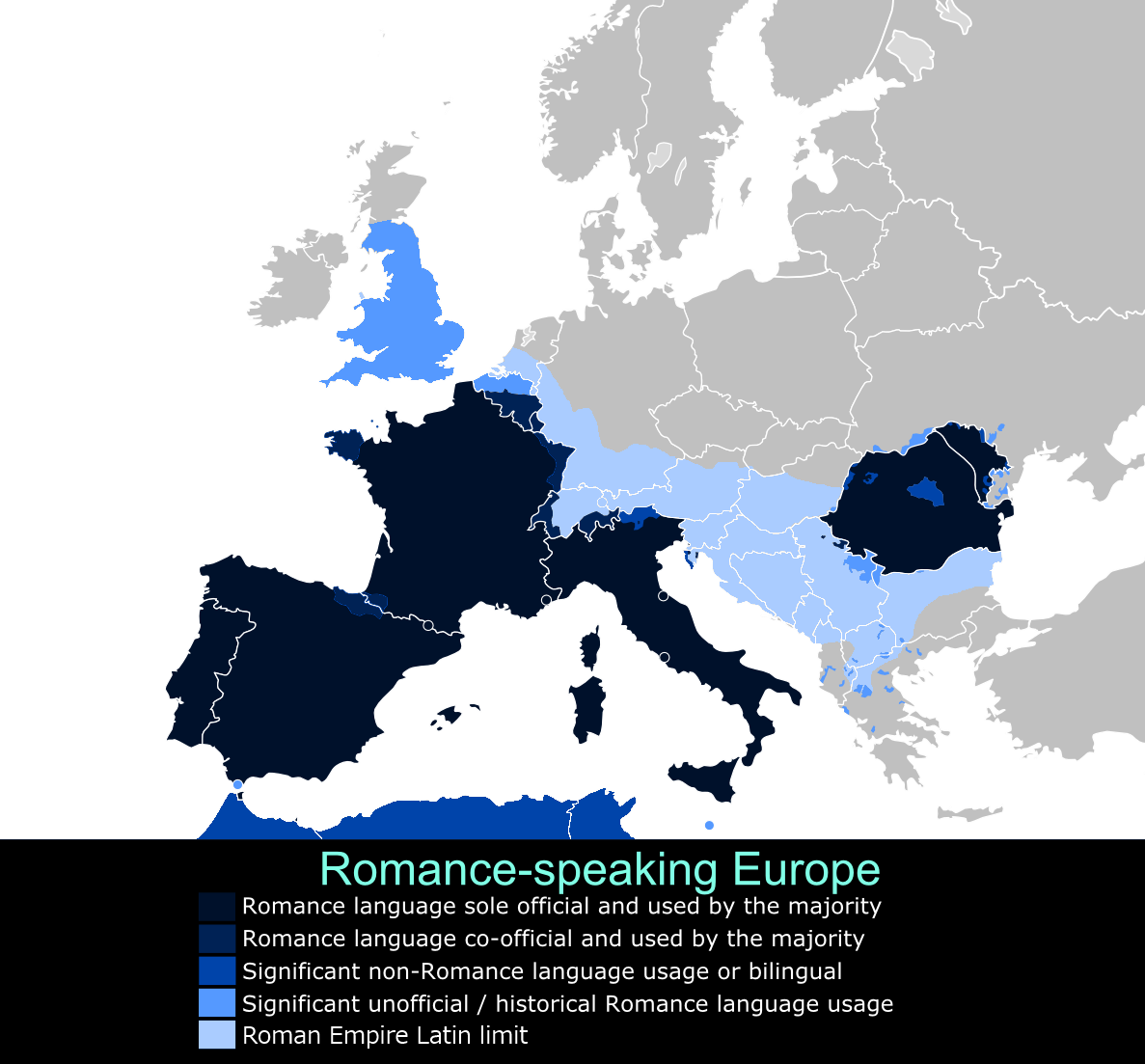
Романські мови в Європі

Італійські мови є підродиною індоєвропейської мовної сім'ї, якою спочатку розмовляли італійські народи. 
Вони включають романські мови, що походять від латини (італійська, сардинська, іспанська, каталонська, португальська, французька, румунська, окситанська тощо); низка вимерлих мов Італійського півострова, включаючи умбрійську, осканську, фалійську, південнопіценську; і власне латину. 
Зараз латина та її дочірні романські мови є єдиними мовами, що вціліли з італійської мовної групи.
Найпоширеніша теорія припускає, що латини та інші протоіталійські племена вперше увійшли до Італії з протовілланованською культурою пізньої бронзової доби (12–10 ст. до Р.Х.), а потім були частиною центральноєвропейської системи культури полів поховальних урн (1300–750 рр. до Р.Х.). 

Зокрема, різні автори, як-от Марія Гімбутас , відзначали важливу подібність між прото-Віллановою, південнонімецькою культурою урнових полів Баварії — Верхньої Австрії

та середньодунайською культурою полів поховальних урн. 

На думку Девіда В. Ентоні, протолатини виникли в сучасній східній Угорщині, курганізовані близько 3100 р. до н. е. Ямною культурою 
, 
тоді як Крістіан Крістіансен пов’язував протовіллановців із культурою Велатице-Байердорф у Моравії та Австрії. 

Сьогодні романськими мовами, що охоплюють усі мови, що походять від латини, розмовляють понад 800 мільйонів носіїв у всьому світі, переважно в Америці, Європі та Африці. 
Романські мови є офіційними, співофіційними або широко вживаними в 72 країнах світу 
.

#### Кельти

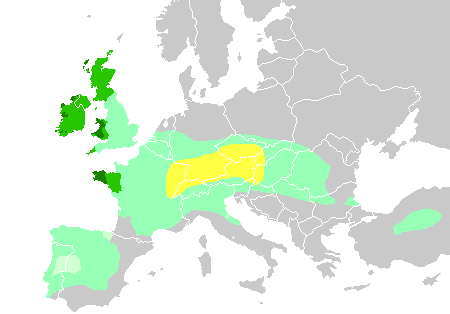
Діахронне поширення кельтських народів:
Ареал Гальштатської культури, VI ст. по Р.Х.
максимальна експансія кельтів, 275 р. по Р.Х.
Лузітанська область Іберії, де присутність кельтів невідома
шість кельтських націй, що зберегли значну кількість носіїв кельтської мови до раннього Нового часу
території, де кельтські мови залишаються широко поширеними й сьогодні

Кельти — етнолінгвістична група залізної доби та середньовічної Європи, що розмовляли кельтськими мовами та мали подібні культури, 
 
хоча зв’язок між етнічними, мовними та культурними елементами залишається невизначеним і суперечливим.
Найдавнішою археологічною культурою, яку можна виправдано вважати протокельтською, є культура урнових полів пізньої бронзової доби в Центральній Європі, яка процвітала приблизно з 1200 року до Р.Х. 

Їхніми повністю кельтськими 

нащадками в центральній Європі були люди гальштатської культури залізної доби (800 — 450 рр. до Р. Х.), названі на честь багатих могил у Гальштаті, Австрія. 

До пізнього латенського періоду (від 450 р. до Р.Х. до римського завоювання) ця кельтська культура поширилася шляхом дифузії або міграції на Британські острови (острівні кельти), Францію та Нижні країни (галли), Богемію, Польщу та більшу частину Центральної Європи, Піренейський півострів (кельтібери, кельтики та галлеки) та Італії (голасекка, лепонтійці, лігури та цизальпійські галли) 

і, після галльського вторгнення на Балкани у 279 р. до Р.Х., аж на схід до центральної Анатолії (галати). 

Кельтські мови 

походять від протокельтської, або «загальнокельтської»; гілка великої індоєвропейської мовної сім'ї. 
Термін «кельтська» вперше використав для опису цієї мовної групи Едвард Ллуйд в 1707 році 
.
Сучасні кельтські мови здебільшого поширені на північно-західній околиці Європи, зокрема в Ірландії, Шотландії, Уельсі, Бретані, Корнуоллі та на острові Мен, а також на острові Кейп-Бретон. 
У Патагонії в Аргентині також є значна кількість носіїв валлійської мови. 
Деякі люди розмовляють кельтськими мовами в інших районах кельтської діаспори Сполучених Штатів, 
 
Канади, Австралії 

та Нової Зеландії. 
 
У всіх цих регіонах кельтськими мовами зараз розмовляють лише меншини, хоча тривають зусилля щодо відродження. 
Валлійська мова є єдиною кельтською мовою, яку ЮНЕСКО не віднесла до категорії «зникаючих».
В I тис до Р.Х. ними розмовляли на більшій частині Європи, на Піренейському півострові, від узбережжя Атлантичного та Північного морів, аж до долини Рейну та вниз по долині Дунаю до Чорного моря, на півночі Балканського півострова та в Малій Азії. 
Поширення в Кейп-Бретон і Патагонії відбулося в наш час. 
Кельтськими мовами, зокрема ірландською, розмовляли в Австралії до федерації в 1901 році і досі там певною мірою використовуються. 

### Балто-слов'яни

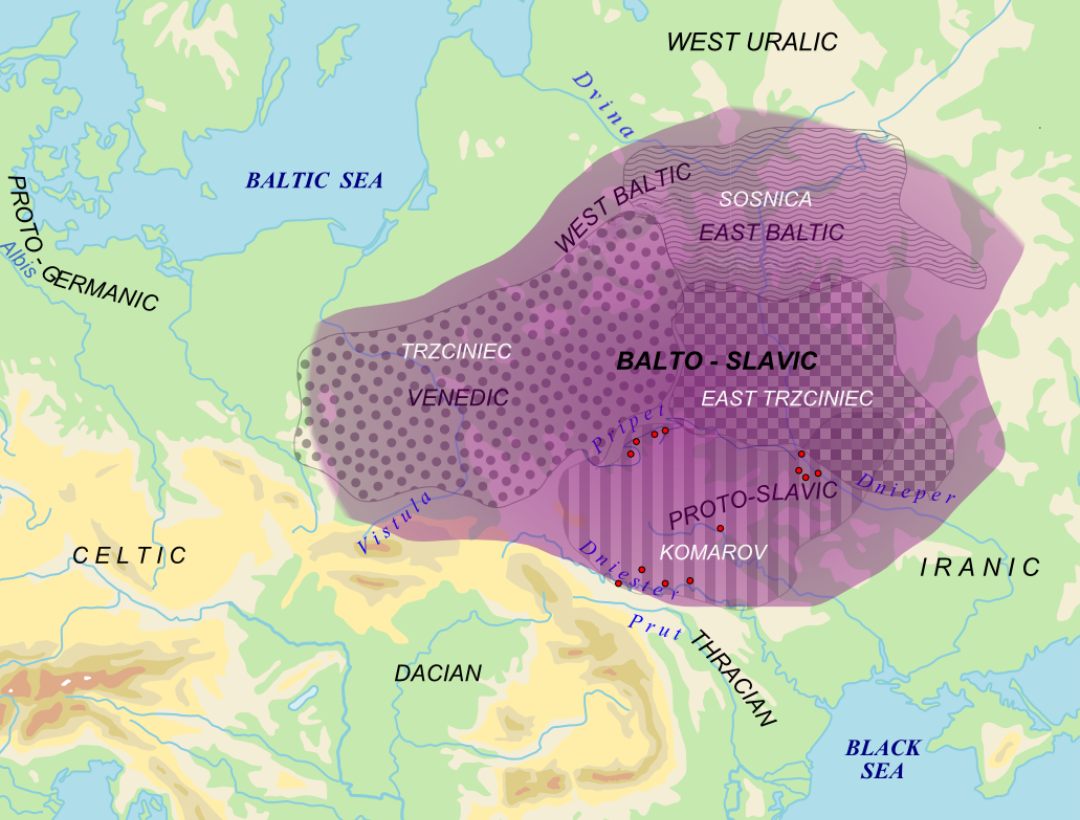
Територія балто-слов’янського діалектичного континууму (фіолетовий) із запропонованими матеріальними культурами, пов’язаними з носіями балто-слов’янської мови в епоху бронзи (білий). Червоними крапками позначені архаїчні слов’янські гідроніми.

До балтослов'янської мовної групи традиційно входять балтійські та слов'янські мови, що належать до індоєвропейської сім'ї мов. 
Балтійські та слов'янські мови мають кілька спільних мовних рис, яких немає в жодній іншій індоєвропейській гілці, що вказує на період спільного розвитку. 
Більшість індоєвропеїстів класифікують балтійські та слов'янські мови в одну гілку, навіть якщо деякі деталі природи їхніх відносин залишаються предметом суперечок 
у деяких колах, зазвичай через політичні суперечки. 

Як альтернативу моделі подвійного поділу на слов’янську та балтійську деякі лінгвісти пропонують розділити балто-слов’янську на три рівновіддалені вузли: східну балтійську, західнобалтійську та слов'янську. 

Прабалтослов'янську мову можна реконструювати за допомогою порівняльного методу, що походить від праіндоєвропейської за допомогою чітко визначених звукових законів і від якої походять сучасні слов'янські та балтійські мови. Один особливо інноваційний діалект відокремився від балто-слов'янського діалектного континууму і став предком праслов'янської мови, від якої походять усі слов'янські мови. 

Деякі лінгвісти, однак, відкидають балто-слов'янську теорію, вважаючи, що балтійські та слов'янські мови розвинулися незалежно від прабалтійської і праслов'янської мови відповідно. 

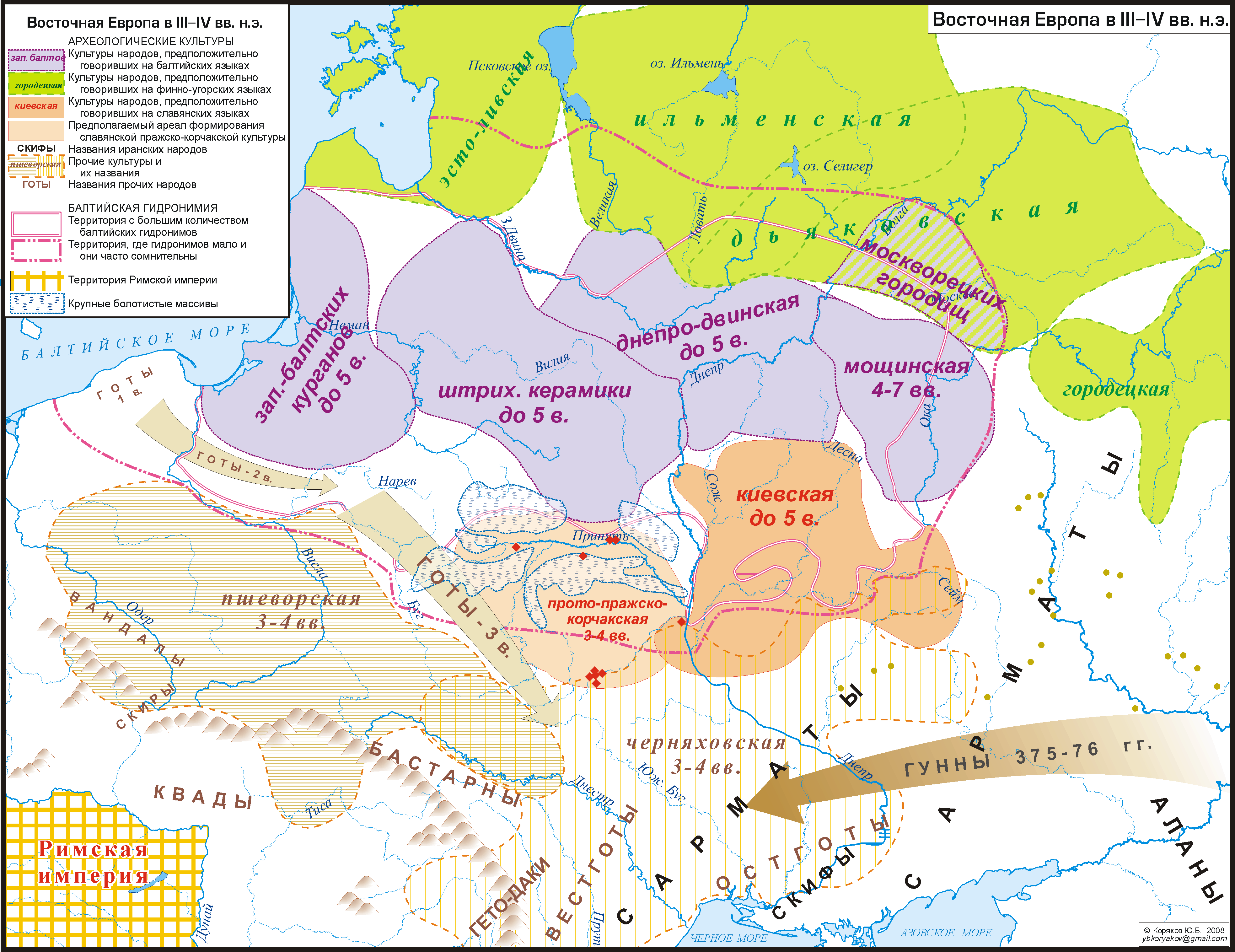
Східна Європа в III — IV століттях по Р. Х. з археологічними культурами, визначеними фіолетовим як балтомовні. Їх ареал простягався від Балтійського моря до сучасної Москви.

#### Балти

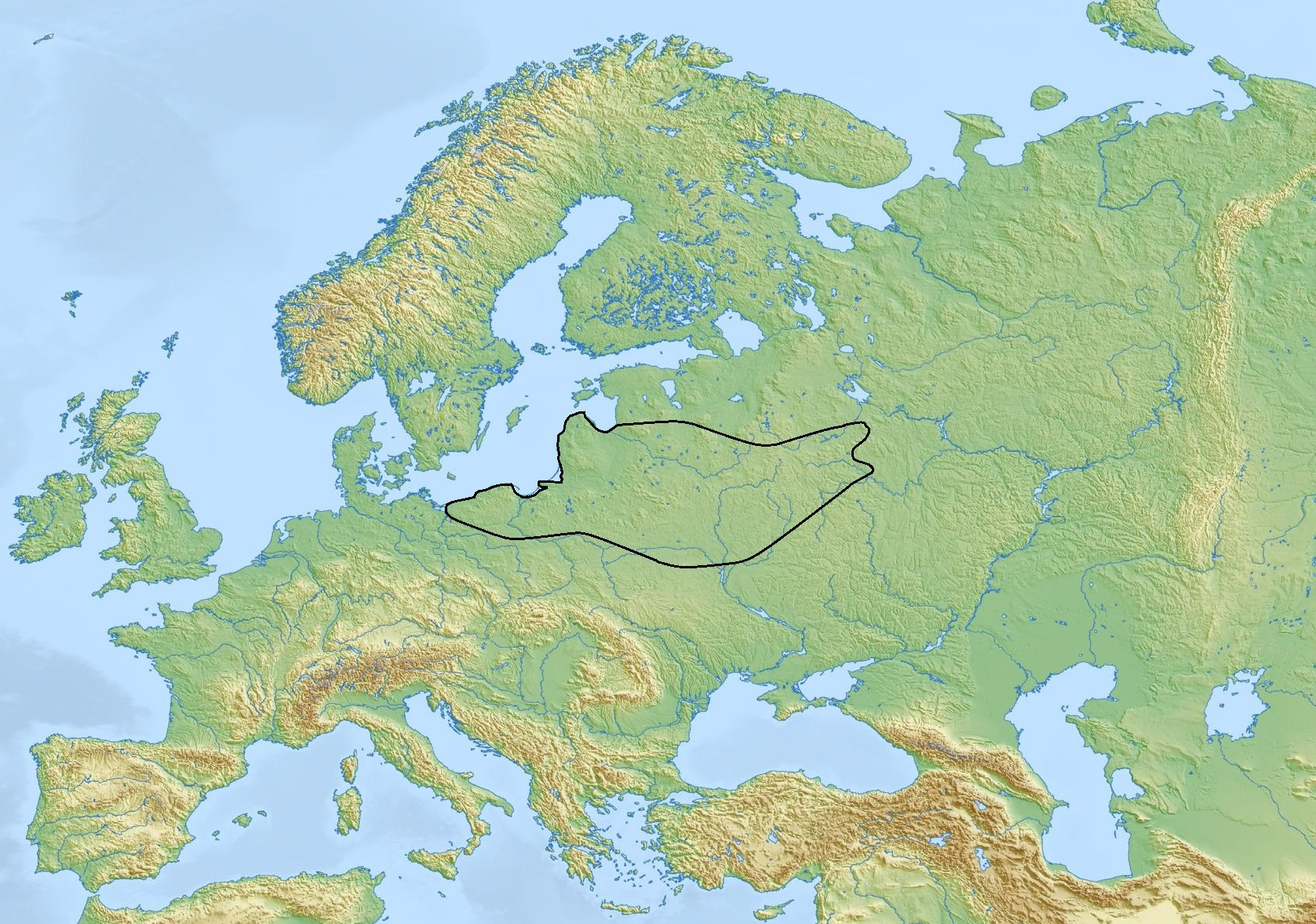
Мапа ареалу поширення балтійських гідронімів. Ця територія вважається Urheimat балтів.

Балти або балтійські народи — індоєвропейська етнолінгвістична група, що розмовляє балтійськими мовами, гілкою індоєвропейської мовної сім'ї, якою спочатку розмовляли племена, що жили від півострова Ютландія на заході до Москви та сточищ річок Оки і Волги на сході. 
Однією з особливостей балтійських мов є збереження консервативних або архаїчних рис. 
 
Серед балтійських народів — сучасні литовці, латиші (включаючи латгалів) — усі східні балти — а також прусси, ятвяги та галінди.

#### Слов'яни
Слов’яни — індоєвропейська етнолінгвістична група, яка проживає в Центральній Європі, Східній Європі, Південно-Східній Європі, Північній Азії та Центральній Азії, розмовляє індоєвропейськими слов’янськими мовами та певною мірою має певні спільні культурні риси та історичне походження. 
З початку VI ст по Р. Х. вони поширилися і заселили більшу частину Центральної та Східної Європи та Південно-Східної Європи. 
Слов'янські групи також мігрували аж до Скандинавії, становлячи певний відсоток серед вікінгів; 

 
тоді як на іншому географічному полюсі слов’янські найманці, що воювали на стороні візантійців і арабів, заселили Малу Азію і навіть аж до Сирії. 
 
Пізніше східні слов'яни (зокрема, росіяни та українці) колонізували Сибір 
 
та Середню Азію. 

Сучасні нації та етнічні групи, що називаються етнонімом слов’яни, значно різноманітні як генетично, так і культурно, а стосунки між ними – навіть усередині самих окремих етносів – різноманітні, починаючи від почуття зв’язку до взаємних почуттів ворожнечі. 

Сучасні слов’яни поділяються на східних слов'ян (білоруси, росіяни та українці), західних слов'яни (поляки, чехи, словаки, венеди та лужицькі серби) та південних слов'ян (боснійці, болгари, хорвати, горанці, македонці, чорногорці, серби та словенці). 

### Балканські мови

#### Фракійці та дакійці

##### Фракійці

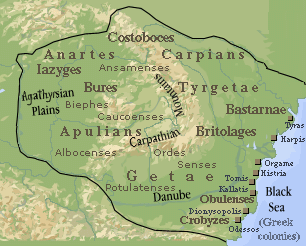
Дакія за правління Буребісти

Фракійська мова — індоєвропейська мова, якою в Південно-Східній Європі розмовляли фракійці, північні сусіди греків. 
Деякі автори об’єднують фракійську та дакійську мови в південнобалтійську мовну групу. 

Фракійці населяли велику територію в південно-східній Європі 
, 
включаючи частини стародавніх провінцій Фракії, Мезії, Македонії, Дакії, Малої Скіфії, Сарматії, Віфінії, Мисії, Паннонії та інших регіонів Балкан та Анатолії. 
Ця територія поширювалася на більшу частину балканського регіону та гетів на північ від Дунаю аж за Бугу, включаючи Паннонію на заході. 

Походження фракійців залишається неясним через відсутність письмових історичних записів. 
Свідчення протофракійців у доісторичний період залежать від артефактів матеріальної культури. 
Лев Клейн ототожнює протофракійців із культурою багатопружкової кераміки, яка була витіснена з України прогресуючою культурою зрубних могил. 
Зазвичай припускають, що протофракійці розвинулися із суміші корінних народів та індоєвропейців з часів протоіндоєвропейської експансії в ранньому бронзовому віці , 
коли останні, приблизно в 1500 р. до Р.Х., змішалися з корінним населенням народів 

та почали розвиватися даки та фракійці.

##### Даки

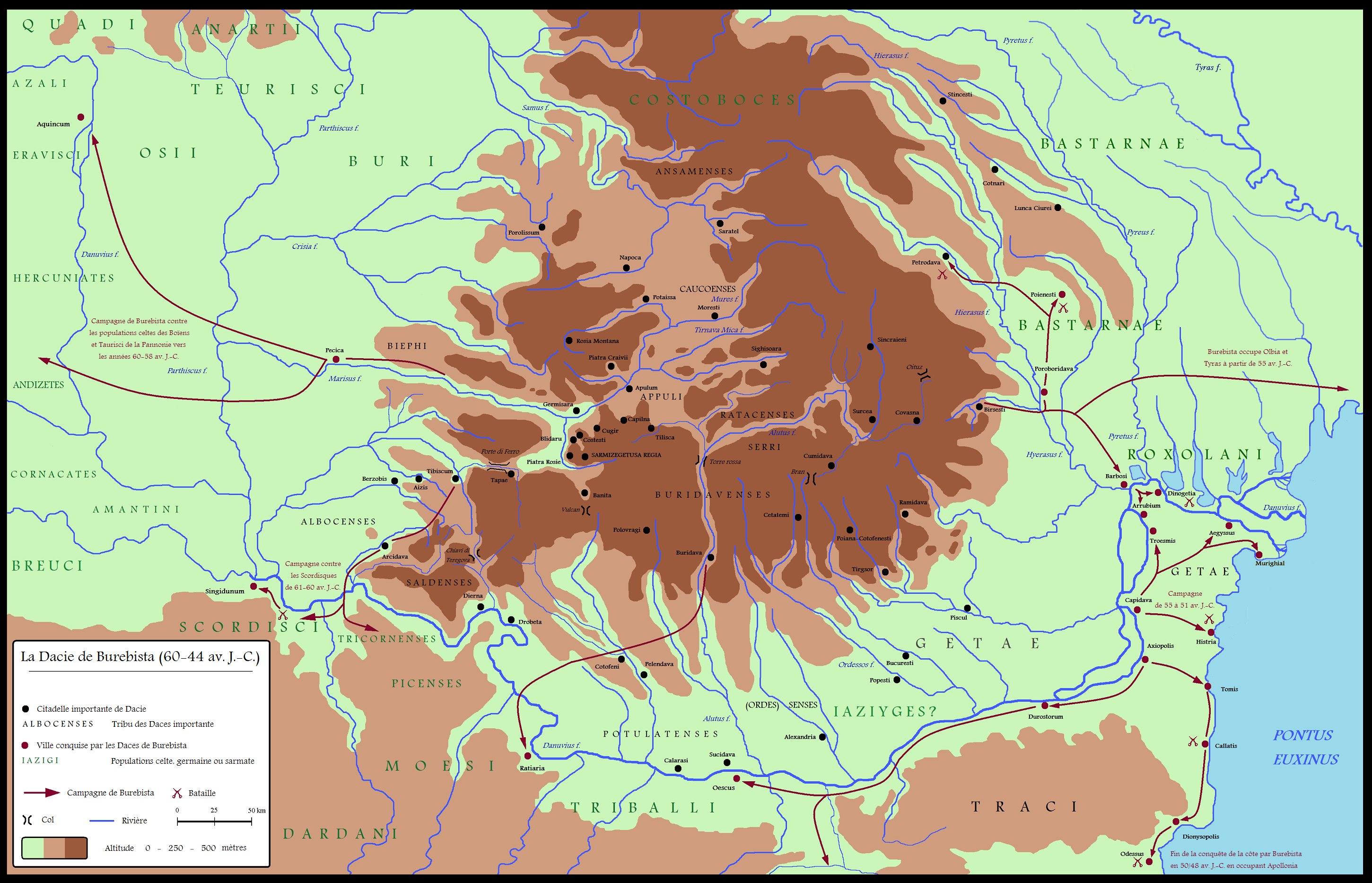
Карта Дакії, І ст до Р.Х.

Даки — індоєвропейський народ, частина фракійців або споріднений з ними. 
Даки були стародавніми мешканцями Дакії , розташованої в районі Карпатських гір та навколо них і на захід від Чорного моря. 
Ця територія включає сучасні країни Румунію та Молдову, а також частини України, 

Східної Сербії, Північної Болгарії, Словаччини, 

Угорщини та Південної Польщі. 

Даки розмовляли дакською мовою, яка, як вважають, була близькоспорідненою з фракійською, але зазнала певного культурного впливу сусідніх скіфів і кельтських загарбників в IV ст до Р. Х.

Стародавні історики (Діон Кассій, Трог Помпей, Аппіан, Страбон і Пліній Старший) вважали даків і гетів фракійцями, і вважали, що вони розмовляли однією фракійською мовою. 

Інформацію щодо протофракійців або протодаків у доісторичний період здобувають від залишків матеріальної культури. 
Зазвичай припускають, що протодакійці або протофракійці розвинулися із суміші корінних народів та індоєвропейців з часів протоіндоєвропейської експансії в ранньому бронзовому віці (3300–3000 до Р.Х.) 
, 
коли протоіндоєвропейці, близько 1500 р. до Р.Х., підкорили корінне населення. 
 
Корінні жителі були дунайськими землеробами, а загарбники 3-го тисячоліття до нашої ери були воїнами-скотарями курганної культури з українських і російських степів. 
Індоєвропеїзація завершилася до початку бронзової доби. 
Люди того часу найкраще описані як протофракійці, що пізніше, за часів залізної доби, розвинулися в дунайсько-карпатських гето-даків, а також фракійців східної частини Балканського півострова. 

#### Іллірійці

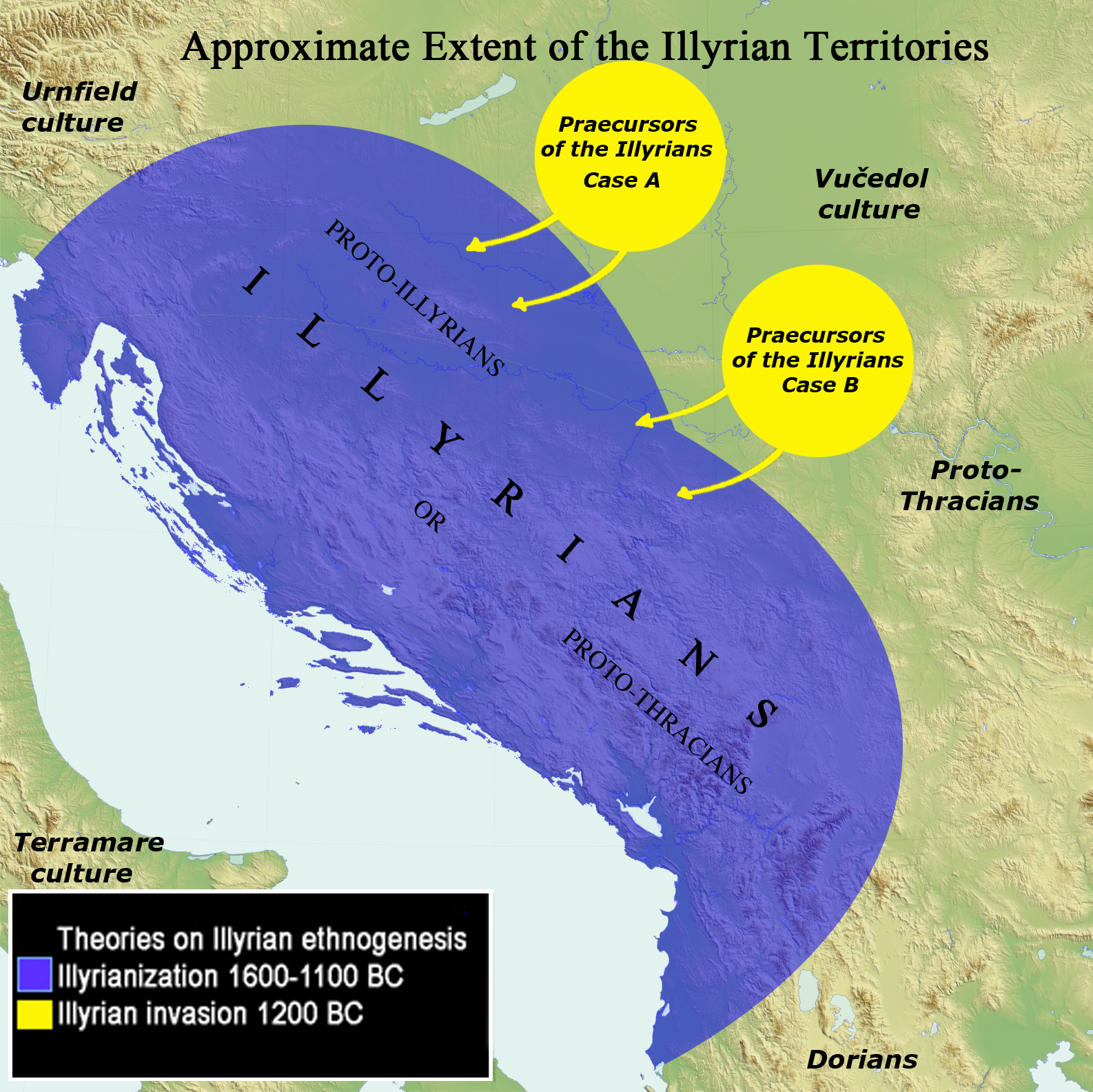
Етногенез іллірійців

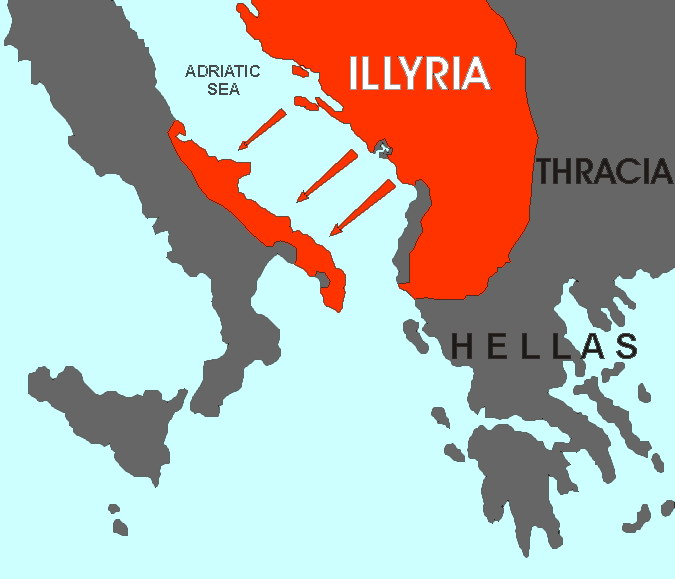
Іллірійська колонізація Італії, 9 ст до Р.Х.

Іллірійці (дав.-гр. Ἰλλυριοί; лат. Illyrii) — група індоєвропейських племен, які населяли Західні Балкани та південно-східне узбережжя Італійського півострова (Мессапія). 

Територія, яку заселяли іллірійці, стала відомою як Іллірія грецьким і римським авторам, які визначили територію, що відповідає Хорватії, Боснії та Герцеговині, Словенії, Чорногорії, частини Сербії та більша частина Албанії, між Адріатичним морем на заході, річкою Драва на півночі, річкою Морава на сході та гирлом річки Аоос на півдні. 
 
Перша згадка про іллірійців походить від Перипла Псевдо-Скілакса, давньогрецького тексту середини IV ст до Р.Х., який описує прибережні проходи в Середземному морі. 

Ці племена або, принаймні, низка племен, що вважають «власне іллірійцями», лише невеликі фрагменти яких засвідчені достатньо, щоб класифікувати їх як гілку індоєвропейської; 
, 
ймовірно, вимерли до II ст по Р.Х. 

Назва «іллірійці», яку стародавні греки вживали до своїх північних сусідів, могла стосуватися широкої, погано визначеної групи народів, і сьогодні неясно, наскільки вони були мовно та культурно однорідними. 
Іллірійські племена ніколи колективно не вважали себе «іллірійцями», і малоймовірно, що вони використовували якусь колективну назву для себе. 
 
Ймовірно, назва іллірійці — назва, застосована до певного іллірійського племені, яке першим вступило в контакт з античними греками під час бронзової доби 
, 
внаслідок чого назва іллірійці застосовувалася до всіх людей подібного походження, мови і звичаїв. 

#### Албанці
Албанська мова — індоєвропейська мова, якою розмовляє приблизно 7,4 мільйона осіб, головним чином в Албанії, Косово, Північній Македонії та Греції, а також в інших районах Балкан, де проживає албанське населення, в т.ч. Чорногорії та Сербії (Прешевська долина). 
Багатовікові спільноти, що розмовляють албанськими діалектами, можна знайти в Греції, південній Італії 
, 
Сицилії та Україні. 

Сучасні албанськомовні діаспори також є в інших країнах та в інших частинах світу: Скандинавії, Швейцарії, Німеччині, Австрії та Угорщині, Великій Британії, Туреччині, Австралії, Новій Зеландії, Нідерландаї, Сінгапурі, Бразилії, Канаді та США.
Найдавнішим письмовим документом, у якому згадується албанська мова, є звіт про злочини з Дубровника кінця XIII ст по Р.Х. 
Перший аудіозапис албанської мови був зроблений Норбертом Йоклом 4 квітня 1914 року у Відні. 

### Вірмени, греки та фригійці

#### Вірмени
Вірменська мова була вперше записана в 406 або 407 році по Р.Х., коли священник, відомий як Месроп Маштоц, розробив вірменський алфавіт.
Серед вчених існує три погляди на те, як носії вірменської мови з’явилися на території сучасної Вірменії. 
Одна з них полягає в тому, що вони прийшли з фригійцями із заходу або з мітаннійцями зі сходу та перебрали владу від неіндоєвропейських урартів, які раніше домінували на цій території. 
Інша точка зору полягає в тому, що вірменський народ почав говорити індоєвропейською мовою після того, як спочатку говорив кавказькою мовою. 
Третя точка зору полягає в тому, що правірменською мовою вже розмовляли в цьому регіоні в той час, коли тут політично домінували спочатку хети, а пізніше урарти. 
Також є гіпотеза, що прабатьківщина індоєвропейських народів могла бути розташована на Вірменському нагір'ї. 

#### Еллінські греки

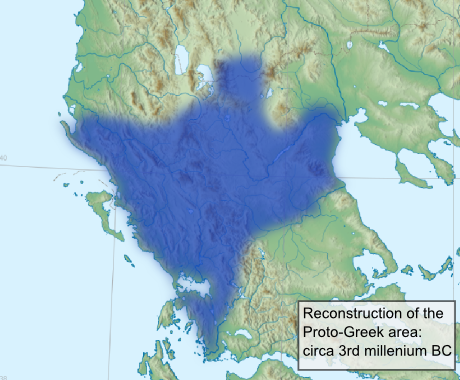
Реконструкція III тис до Р.Х. «Протогрецький ареал», згідно з болгарським лінгвістом Владимиром Георгієвим.

Грецька мова — гілка індоєвропейської мовної сім’ї, що містить різні різновиди грецької мови. 

У традиційних класифікаціях еллінська мова складається лише з грецької 

, 
але деякі лінгвісти об’єднують грецьку мову разом із різними стародавніми мовами, що вважають тісно спорідненими, або виділяють різновиди грецької, які є достатньо різними, щоб вважатися окремими мовами. 

Протогреки, які розмовляли попередницею мікенської мови, здебільшого відносяться до ранньоелладського періоду в Греції (початок III тис до Р. Х.; приблизно  3200 р. до Р. Х.) до кінця неоліту в Південній Європі. 

У пізньому неоліті носії цього діалекту, який став протогрецьким, мігрували зі своєї батьківщини на північний схід від Чорного моря на Балкани та на Грецький півострів. 
Еволюцію прагрецької мови можна розглядати в контексті ранньої палеобалканської мови, що ускладнює окреслення точних меж між окремими мовами. 

Характерне грецьке представлення початкових гортанних слів протетичними голосними поділяється, наприклад, вірменською мовою, що ймовірно, також має деякі інші фонологічні та морфологічні особливості грецької мови; це змусило деяких лінгвістів запропонувати гіпотетично тісніший зв'язок між грецькою та вірменською мовами, хоча доказів замало. 

#### Фригійці

Розташування Фригії в Анатолії

Фригійці — давній індоєвропейський народ, що заснував власне царство зі столицею в Гордіоні. 
Наразі невідомо, чи фригійці брали активну участь у руйнації хеттської столиці Хаттуси, чи вони просто скористались вакуумом, який залишився після падіння хеттської гегемонії під час катастрофи пізньої бронзової доби.
Фригійська мова — мова, якою розмовляли фригійці в Малій Азії в період класичної античності (VII ст до Р.Х. — V ст по Р. Х.). 
Деякі лінгвісти вважають фригійську мову тісно пов'язаною з грецькою. 

Подібність деяких фригійських слів до грецьких спостерігав Платон у своєму Кратилі (410a). 
Проте Ерік П. Гемп припускає, що фригійська була пов’язана з італо-кельтською мовою в гіпотетичній «північно-західній індоєвропейській» групі. 

Згідно з Геродотом, фригійці спочатку жили на півдні Балкан під назвою Bryges, змінивши її на Phruges після їхньої остаточної міграції до Анатолії через Геллеспонт. 
Попри те, що теорія міграції все ще захищається багатьма сучасними істориками, більшість археологів відмовилися від міграційної гіпотези щодо походження фригійців через відсутність суттєвих археологічних доказів, причому теорія міграції ґрунтується лише на свідченнях Геродота та Ксанфа. 

Держава Фригія виникла у VIII ст до Р. Х. зі столицею в Гордіумі. 
У цей період фригійці просунулися на схід і зазіхнули на царство Урарту, нащадків хурритів, колишніх суперників хетів. 
Тим часом Фригійське королівство було розгромлено кімерійськими загарбниками приблизно в 690 р. до Р.Х., потім ненадовго завойоване сусідньою Лідією , перш ніж воно послідовно перейшло до Перської імперії Кіра Великого та імперії Александра та його наступників, захоплених імперією. 
Атталіди з Пергаму і з часом увійшли до складу Римської імперії. 
Остання згадка про фригійську мову в літературі датується V ст по Р.Х., і, ймовірно, вона вимерла до VII ст по Р.Х.. 

## Індоіранські міграції

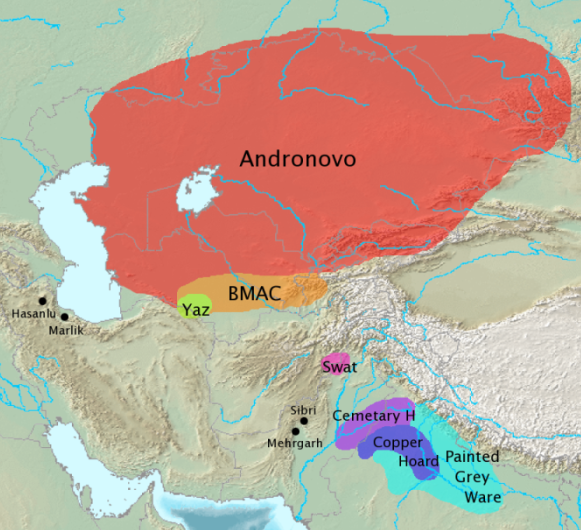
Археологічні культури, пов’язані з індоіранською та індоарійською міграцією: Андроновську культуру вважають джерелом індоіранців, що пізніше взаємодіяли з BMAC, звідки вони запозичили частину своїх характерних релігійних вірувань.
Язька культура також пов'язана з індоіранськими міграціями. Гандхарська культура, Культура кладовища H, мідних скарбів та сірої розмальованої кераміки пов’язані з індоарійськими міграціями (згідно з EIEC).

Індоіранські народи — група етнічних груп, що складається з індоарійців, іранців, дардів і нуристанців тобто носії індоіранських мов, основної гілки індоєвропейської мовної сім’ї.
Протоіндоіранців зазвичай ототожнюють із Синташтинською культурою та наступною андроновською культурою в межах ширшого андроновського горизонту, а їхню батьківщину — з областю євразійського степу, яка межує з річкою Урал на заході та Тянь-Шанем на сході.
Індоіранці взаємодіяли з культурою Бактрія-Маргіана, яку також називають «Археологічний комплекс Бактрія-Маргіана». 
Завдяки цьому впливу виникла праіндоіранська мова. 
 
Індоіранці також запозичили свої характерні релігійні вірування та практики з цієї культури. 

Індоіранські переселення проходили двома хвилями. 

Перша хвиля складалася з індоарійської міграції до Леванту та міграції на південний схід ведичного народу через Гіндукуш до північної Індії. 

Індоарійці відокремилися приблизно в 1800–1600 рр. до Р.Х. від іранців 
, 
після чого зазнали поразки та розділилися на дві групи іранцями 
, 
які домінували в степовій зоні Центральної Євразії 

і «переслідував [індоарійців] аж до околиць Центральної Євразії». 

Імовірно, однією групою були індоарійці, що заснували царство Мітанні у північній Сирії; 

(1500 — 1300 рр. до Р.Х.) іншою групою були ведичні люди. 

Крістофер І. Беквіт припускає, що усуні, індоєвропейський європеоїдний народ Внутрішньої Азії в давнину, також були індоарійського походження. 

Друга хвиля інтерпретується як іранська хвиля 
 
і мала місце на третьому етапі індоєвропейських міграцій 
 
з 800 р. до Р.Х.

### Синташтинська-петрівська та андронівська культури

#### Синташтинська-петрівська культура

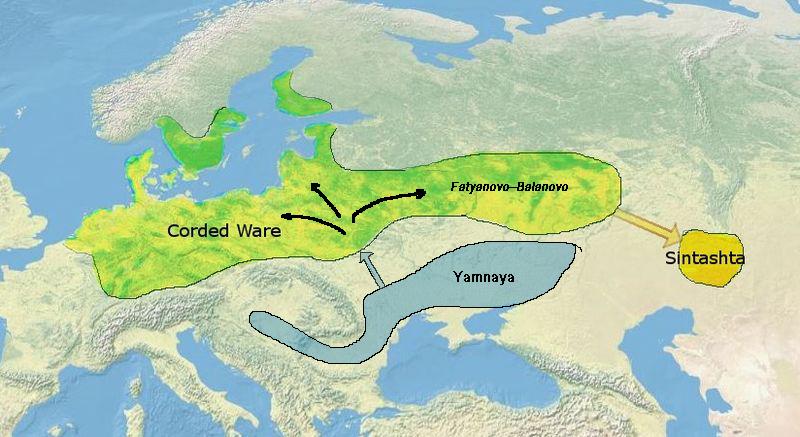
На думку Аллентофта (2015), Синташтинська культура ймовірно, походить від культури шнурової кераміки

Синташтинська культура, також відома як Синташтансько-Петрівська культура

або Синташтинсько-Аркаїмська культура 
 — 
археологічна культура бронзової доби північного євразійського степу на межі Східної Європи та Центральної Азії, датована періодом 2100 — 1800 р.р до Р.Х. 

Ймовірно, це археологічний прояв індоіранської мовної групи. 

Синташтинська культура виникла в результаті взаємодії двох попередніх культур. 
Її безпосередньою попередницею в Урало-Тобольському степу була Полтавкинська культура, відгалуження номадів ямного горизонту, який просунувся на схід у регіон у 2800 — 2600 р.р. до Р. Х. 
Кілька синташтинських городищ було збудовано над давнішими полтавкинськими поселеннями або поблизу полтавкинських могильників, і полтавкинські мотиви поширені на синташтинській кераміці. 
Матеріальна Синташтинська культура також демонструє вплив пізньої абашевської культури, сукупності поселень культури шнурової кераміки в лісостеповій зоні на північ від ареалу Синташтантинської культури, які також були переважно скотарськими.
Allentoft et al. (2015) також виявили тісний аутосомний генетичний зв’язок між народами культури шнурової кераміки та Синташтинської культури. 

Найдавніші відомі колісниці були знайдені в похованнях Синташтинської культури, і ця культура найімовірніше є джерелом походження технології, яка поширилася по всьому Старому Світу та відіграла важливу роль у стародавніх війнах. 

Поселення Синташтинської культури  вирізняються також інтенсивністю видобутку міді та металургією бронзи, що є незвичайним для степової культури. 

Через труднощі ідентифікації городищ  Синташтинської культури під залишками пізніших поселень культуру лише нещодавно виокремили від Андронівської культури. 

Зараз її визнають окремою культурою, у складі «андронівського горизонту». 

#### Андронівська культура

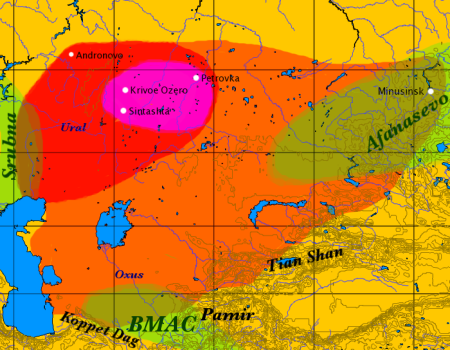
Карта орієнтовного максимального поширення андронівської культури. Темно-червоним кольором показано ареал Синташтансько-Петрівської культури. Місцеперебування найдавніших колісниць зі спицями та колесами позначено фіолетовим кольором. Зеленим кольором показані суміжні та перекриваючі культури (афанасіївська культура, зрубна культура, BMAC).

Андронівська культура — сукупність подібних місцевих індоіранських культур бронзової доби, які процвітали бл. 1800 — 900 рр. до Р.Х. у Західному Сибіру та заході Азійського степу. 

Ймовірно, найкраща назва — археологічний комплекс або археологічний горизонт. 
Назва походить від села Андроново (55°53′ пн. ш. 55°42′ сх. д. / 55.883° пн. ш. 55.700° сх. д.), де в 1914 році було виявлено кілька могил зі скелетами в скорченому положенні, похованих з багато прикрашеною керамікою. 
Старіша Синташтанська культура (2100 — 1800 до Р.Х.), яку раніше включали до Андронівської культури, тепер розглядається окремо, але розглядається як її попередниця та приймається як частина ширшого Андронівського горизонту. 
Виділено принаймні чотири субкультури андроновського горизонту, протягом яких культура поширюється на південь і схід:
- Синташтинсько-Петрівсько-Аркаїмська (Південний Урал, Північний Казахстан, 2200–1600 рр. до Р.Х.)
  - укріплення Синташта бл.  1800 р до Р.Х. в Челябінській області
  - Городище Петрівка[en] в Казахстані
  - сусіднє городище Аркаїм, датоване XVII ст до Р.Х
- Алакульська (1800–1400 рр. до Р.Х.) [16][299] між Оксом і Яксартом, пустеля Кизилкум
  - Олексіївка (1300–1100 рр. до Р.Х. «фінальна бронза») у східному Казахстані, контакти з Намазгою VI у Туркменістані
  - Інгальська долина на півдні Тюменської області
- Федорівська (1900–1400 рр. до Р.Х.)[15] на півдні Сибіру (найдавніші свідчення кремації та культу вогню[en])[300]
  - Бешкент–Вахш (1000–800 рр. до Р.Х.)

Географія культури величезна, і її важко точно окреслити. 
На своїх західних околицях вона збігається з приблизно одночасною, але окремою зрубною культурою Волго-Уральського межиріччя. 
На сході вона досягає Мінусінської западини, а деякі ділянки аж на захід до південних схилів Уральських гір. 

перекриваються з територією ранішої афанасіївської культури. 

Додаткові городища розкидані далеко на південь до Копетдагу (Туркменістан), Паміру (Таджикистан) і Тянь-Шаню (Киргизстан). 
Північна межа нечітко відповідає початку тайги. 
 
У басейні Волги взаємодія зі зрубною культурою була найбільш інтенсивною та тривалою, а кераміка Федорівського стилю зустрічається аж до Волгограда.
Більшість дослідників пов'язують андронівський горизонт з ранніми індоіранськими мовами, хоча він, можливо, перекривав ранню ураломовну область на її північній околиці. 
Згідно з Narasimhan et al. (2018), розширення андронівської культури до BMAC відбувалося через Внутрішньоазійський гірський коридор. 

### Бактрійсько-Маргіанська культура

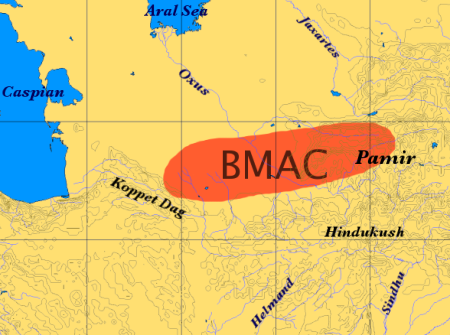
Ареал Бактрійсько-Маргіанської культури

Бактрійсько-Маргіанська культура, яку також називають «Бактрійсько-Маргіанський археологічний комплекс» (BMAC), була неіндоєвропейською культурою, яка вплинула на індоєвропейські групи другого етапу індоєвропейських міграцій. 
 
Він був зосереджений на території сучасного північно-західного Афганістану та південного Туркменістану 

і мав розгалужену торговельну мережу, яка досягала Індської цивілізації, Іранського плато та Перської затоки. 

Знахідки на городищах BMAC включають циліндрову печатку еламського типу та харапську печатку із зображенням слона та індського письма, знайдені в Гонур-Депе. 

Протоіндоіранська мова виникла завдяки впливу BMAC. 

Індоіранці також запозичили свої релігійні вірування та практики з цієї культури. 

Згідно з Ентоні, староіндійська релігія, ймовірно, виникла серед індоєвропейських іммігрантів у зоні контакту у сточищі річки Зеравшан (сучасний Узбекистан) та (сучасний) Іран. 

Це була «синкретична суміш старих центральноазійських і нових індоєвропейських елементів», 

яка запозичила «відмінні релігійні вірування та практики» 

від бактрійсько-маргіанської культури. 

Принаймні 383 неіндоєвропейських слова були запозичені з цієї культури, включаючи бога Індру та ритуальний напій Сома. 

### Індоарійські міграції

#### Сирія: Мітанні

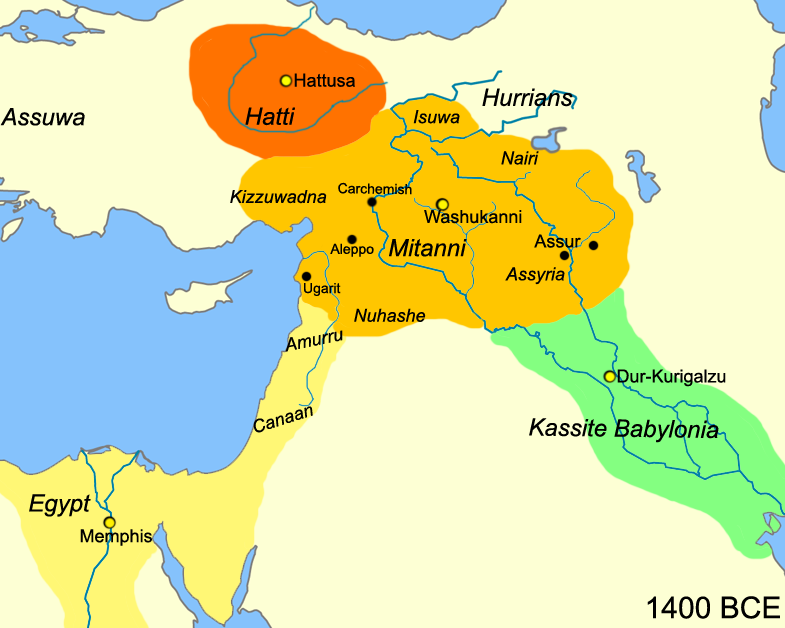
Карта Близького Сходу, 1400 р. до Р. Х., показуючи найбільше розширення королівства Мітанні

Мітанні (хетський клинопис KUR URU Mi-ta-an-ni), також Міттані ( Mi-it-ta-ni) або Ханігальбат (ассирійське Hanigalbat, Khanigalbat клинопис Ḫa-ni-gal-bat) або Нахарін у давньоєгипетських текстах була хурритськомовна  (неіндоєвропейська) держава в північній Сирії та південно-східній Анатолії (1500 — 1300 рр. до Р.Х.) Мітанні стала регіональною державою після знищення хетами аморійського

Вавилону та низка слабких ассирійських царів створили вакуум влади в Месопотамії. 
Столицею Міттанні був Вашуканні місце розташування якого археологи визначили у витоках річки Хабур.
Хоча хурритська мова не є індоєвропейською, проте в текстах є певні назви та слова, які свідчать про індоарійський вплив. 
Серед них імена богів (Індра, Мітра, Варуна, Агні) і деякі особисті імена. 
Існують також певні індоарійські технічні терміни в посібнику з дресування коней якогось Кіккулі, датованого приблизно 1400 роком до Р.Х. 

Декілька правителів Мітанні, наприклад Шаттіваза, мали імена, які можна було витлумачити як індоарійські. 
Одне з пояснень цього полягає в тому, що потужна у військовому відношенні кочова індоарійська еліта оселилася в Мітанні та стала політично домінувати над корінним населенням.

#### Індія: індоарійці
| Поширення ведичної культури |
| --------------------------- |
|                             |

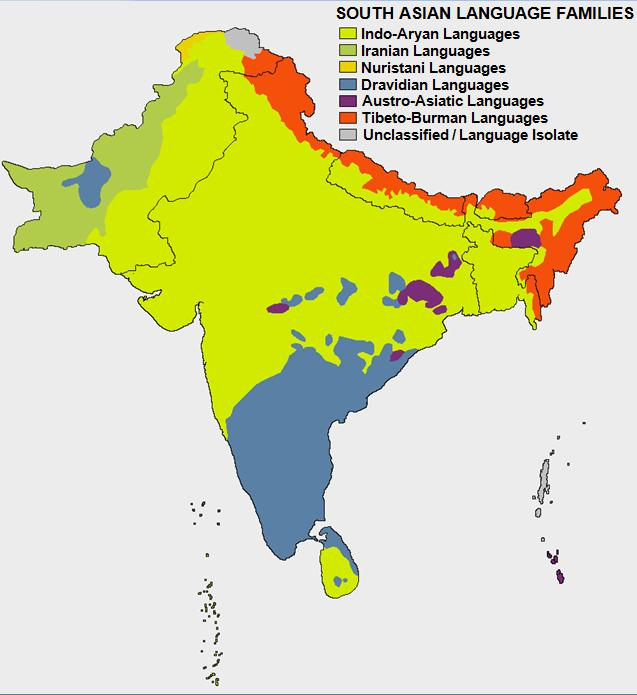
Мовні сім'ї на півострові Індостан

Дослідження індоарійських міграцій розпочалося з вивчення Ригведи в середині  XIX ст. Максом Мюллером і поступово еволюціонувало від теорії широкомасштабного вторгнення расово та технологічно вищих людей до повільного поширення невеликої кількості кочовиків, які мали непропорційний суспільний вплив на велике місцеве населення. 
Сучасні твердження про індоарійські міграції взяті з лінгвістичних, 

археологічних, літературних і культурних джерел.
Індоарійські міграції включали низку племен, які, можливо, проникли в північну Індію серією «хвиль» міграцій. 
Археологічні культури, ідентифіковані з фазами індоарійської культури, містять культуру охристо-кольорової кераміки, Гандхарську культуру, культуру чорної та червоної кераміки та культуру мальованої сірої кераміки. 

Парпола постулює першу хвилю імміграції ще в 1900 р. до Р. Х., що відповідає культурі цвинтаря H і культурі мідних скарбів, cq культурі  охристо-кольорової кераміки та імміграції до Пенджабу бл. 1700 — 1400 рр. до Р.Х. 

Згідно Кочхара, після зрілої Хараппської фази відбулося три хвилі імміграції індоарійців: 
1. «Мургаму» (Бактрійсько-Маргіанська культура), споріднений індоарійцям народ, який пізніше злився з пост-урбаністичними хараппцями під час пізньої хараппської фази Джукар (2000 — 1800 рр. до Р.Х.);
2. Сват IV, який став співзасновником фази Н на кладовищі Харапп у Пенджабі (2000–1800 рр. до Р.Х.);
3. та ригведичні індоарії зі Сват V, які пізніше поглинули культуру цвинтаря H і дали початок культурі розфарбованої сірої кераміки (PGW) (до 1400 р. до Р.Х.).

Ведичні індоарії почали мігрувати до північно-західної Індії близько 1500 р. до Р.Х., як повільне поширення під час пізнього хараппського періоду, заснувавши ведичну релігію протягом ведичного періоду (бл. 1500 — 500 рр. до Р.Х.). 
Асоційована культура спочатку була племінним, скотарським суспільством, центром якого були північно-західні частини Індійського субконтиненту; вона поширилася після 1200 р. до Р.Х. на рівнину Гангу, оскільки воно було сформоване зростанням осілого сільського господарства, ієрархією чотирьох соціальних класів і появою монархічних державних утворень. 

Кінець ведичного періоду став початком виникнення великих урбанізованих держав, а також рухів шраманів (включаючи джайнізм і буддизм), які виступали проти поширеної ведичної ортодоксії. 

Приблизно на початку нашої ери ведична традиція склала одну з головних складових так званого «індуїстського синтезу» 

#### Внутрішня Азія: Усунь

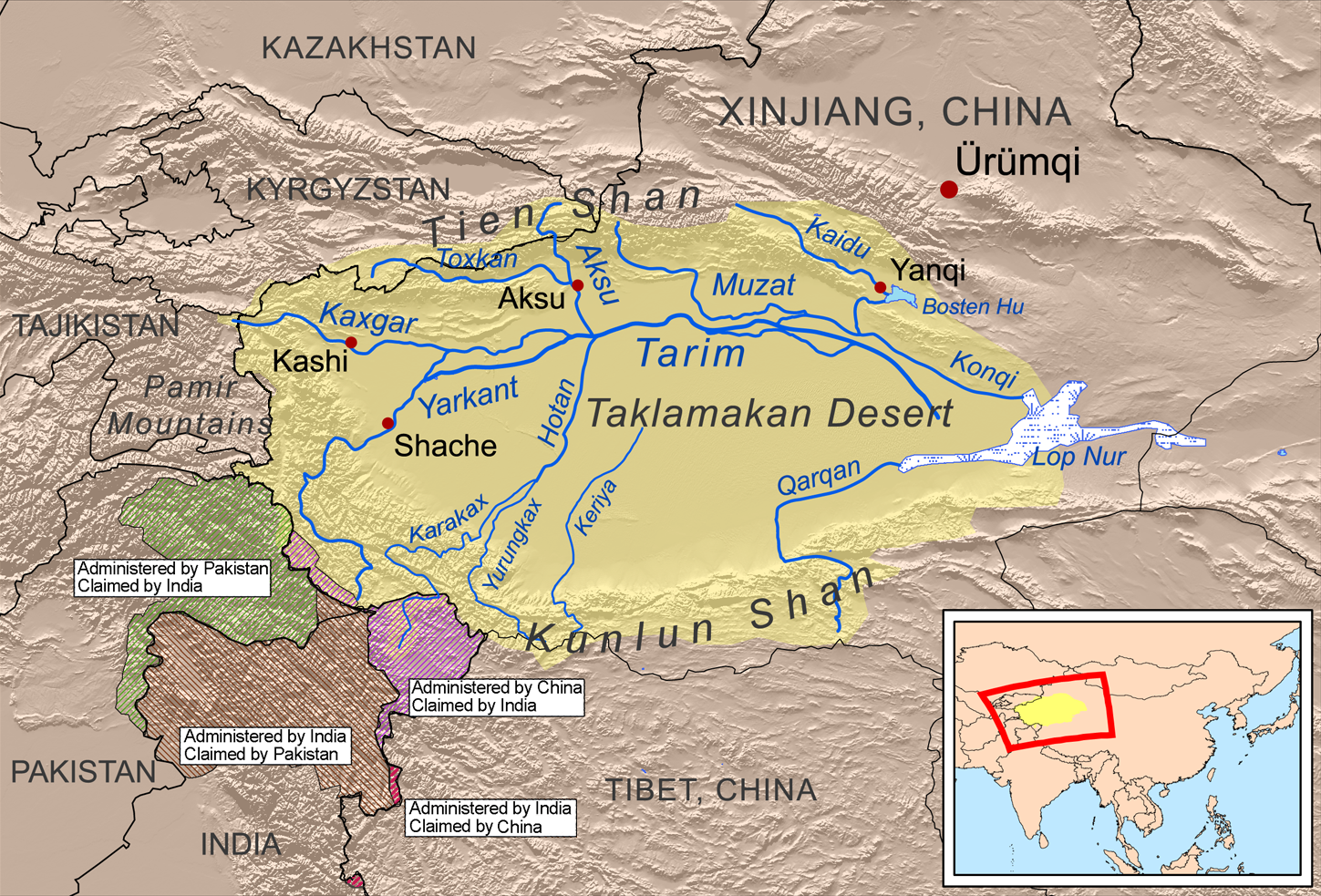
Таримська улоговина, 2008

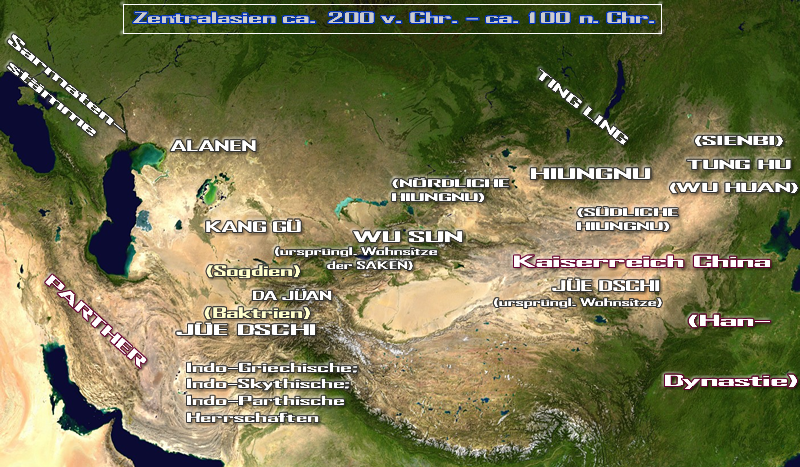
Усунь та їхні сусіди наприкінці 2 століття до Р. Х. зверніть увагу, що яньцай не змінив свою назву на алан до 1 століття по Р.Х.

Згідно з Крістофером І. Беквітом усунь, народ європеоїдної раси Внутрішньої Азії в давнину також мав індоарійське походження. 

За китайським терміном Wusun Беквіт реконструює давньокитайське *âswin, яке він порівнює з давньоіндоарійським aśvin «вершники», іменем ригведичних богів-близнюків кінноти. 

Беквіт припускає, що усуні були східним залишком індоарійців, які були раптово витіснені до околиць євразійського степу іранськими народами в II тис. до Р.Х. 

Китайські джерела вперше згадують усунь як васалів юечжі у Таримському басейні 
[340], 
іншого індоєвропейського народу європеоїдної раси, можливо, тохарського походження. 

Близько 175 р. до н. е. юечжі зазнали повної поразки від хунну, також колишніх васалів юечжі. 

Юечжі згодом напали на усунь і вбили їхнього очільника (Куньмо кит.: 昆莫 або Куньмі кит.: 昆彌) Нандоумі (кит.: 難兜靡), захопивши долину Ілі що була під владою саків (скіфів) незабаром після цього. 

Натомість усуні оселилися на колишніх територіях Юечжі як васали Сюнну. 

Син Нандоумі був усиновлений королем хунну і став очільником усунь. 

Приблизно в 130 р. до Р.Х. він напав і вщент розгромив юечжі, поселивши усунь у долині Ілі. 

Після поразки юечжі від хунну в II ст до Р.Х. невелика група, відома як малі юечжі, втекла на південь, тоді як більшість мігрувала на захід до долини Ілі, де вони витіснили саків (скіфів). 
Вигнані з долини Ілі невдовзі усунами, юечжі мігрували до Согдіани, а потім до Бактрії, де їх часто ототожнюють з тохаріями (Τοχάριοι) та асіоями в класичних джерелах. 
Потім вони поширилися на північ Південної Азії , де одна гілка Юечжі заснувала Кушанську імперію. 
Кушанська імперія простягалася від Турфана в Таримському басейні до Паталіпутри на Гангській рівнині у своєму найбільшому розширенні та відіграла важливу роль у розвитку Шовкового шляху та поширенні буддизму до Китаю.
Невдовзі після 130 р. до Р.Х. усуні стали незалежними від хунну, ставши довіреними васалами династії Хань і могутньою силою в регіоні протягом століть. 

З появою степових федерацій жужанів усуні мігрували в гори Паміру в V ст по Р.Х.. 

Востаннє вони згадуються в 938 році, коли вождь усунів сплатив данину династії Ляо. 

#### Месопотамія:касити
Каситська мова не була індоєвропейською. 
Проте поява касситів у Месопотамії у XVIII ст до Р.Х. була пов’язана з сучасною індоєвропейською експансією в регіон того часу. 

Кассити здобули контроль над Вавилонією після пограбування хетами міста в 1595 р. до Р. Х. і заснували династію в Дур-Курігальзу. 

 
Кассити були членами невеликої військової верхівки, але були ефективними правителями та були популярними на місцевому рівні. 

Кінь, якому поклонялися кассити, вперше почав використовуватися у Вавилонії в цей час. 

Кассити були політеїстами, і відомі імена приблизно 30 богів. 

Касситська мова не була класифікована. 

Генетичні зв'язки касситської мови нез'ясовані, хоча загальновизнано, що вона не була семітською ; зв'язок з еламською сумнівний. 
Спорідненість або було припущено приналежність до хурро-урартської сім'ї
,, 
можливо пов'язане з нею 

на основі ряду слів. 
Проте кілька касситських лідерів носили індоєвропейські імена 
, 
а касити поклонялися кільком індоарійським богам 

припускаючи, що касити перебували під значним індоєвропейським впливом. 

Правління касситів заклало істотну основу для розвитку наступної Вавилонської культури. 

### Іранці

#### Іранське плато

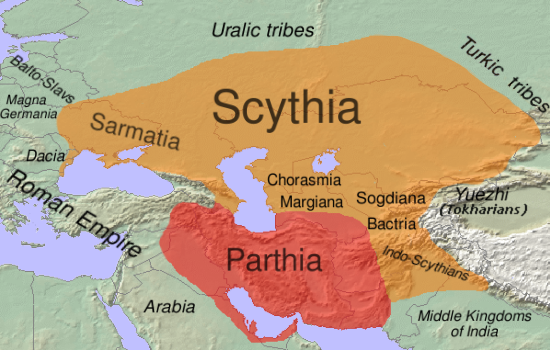
Поширення іранських народів у 100 р. до н.е.: показано Сарматію, Скіфію, Бактрію та Парфянську імперію

Іранські народи  — 
індоєвропейська етнолінгвістична група, яка складається з носіїв іранських мов. 

Їхні історичні поселення були на Іранському плато (головним чином Іран, Азербайджан і Афганістан) і в деяких сусідніх областях Азії (Кавказ, Східна Туреччина, Північно-Східна Сирія, Узбекистан, Таджикистан, Бахрейн, Оман, північний Ірак, Північно-Західний і Західний Пакистан), що відображає зміну геополітичного діапазону Перської імперії та історії Ірану. 

Мідійці, парфяни та перси починають з'являтися на заході Іранського плато 800 р. до Р.Х., після чого вони протягом кількох століть залишалися під владою Ассирії, як це було з рештою народів Близького Сходу. 
Ахеменіди замінили мідійське правління в 559 р. до Р.Х. 
Приблизно в I тис по Р.Х.  камбоджі, пуштуни та белуджі почали селитися на східній околиці Іранського плато, на гірській межі північно-західного та західного Пакистану, витіснивши з цієї території ранніх індоарійців.
Їх сьогоденне розповсюдження через Іранське плато, простягається від Кавказу на півночі до Перської затоки на півдні та від річки Інд на сході до східної Туреччини на заході – регіон, який іноді деякими вченими називають «іранським культурним континентом», або Великим Іраном, що представляє ареал іранських мов і значний вплив іранських народів через геополітичне охоплення Іранської імперії. 

Сучасні іранці: перси, лури, осетини, курди, пуштуни, белуджі таджики; 
історичні іранці: мідійці, масагети, сармати, скіфи, парфяни, алани, бактрійці, согдійці та інші народи Центральної Азії, Кавказа і Іранського нагір'я. 
Іншою можливою групою є кімерійці, що  вважають пов’язаними або з ірансько-, або з фракійсько -мовними групами, або принаймні ними керувала іраномовна еліта.

#### Скіфи

Територія (зеленим) та зона впливу (жовтим) Індо-Скіфського царства під час його розквіту

Першими іранцями, які досягли Чорного моря, могли бути кімерійці в VIII ст до Р.Х., хоча їх мовна приналежність невизначена. 
За ними йшли скіфи, що домінували на території, від Карпатських гір на заході до найсхідніших околиць Центральної Азії на сході, включаючи Індо-Скіфське царство в Індії. 
Більшу частину свого існування вони базувалися на території сучасної України та південної частини європейської Росії.
Сарматські племена, з яких найвідоміші роксолани, язиги та алани, слідували за скіфами на захід до Європи наприкінці I тис до Р.Х. та в I та II ст по Р.Х. (Велике переселення народів)). 
Багаточисленне сарматське плем'я масагетів, що мешкало біля Каспійського моря, було відоме першим правителям Персії в період Ахеменідів. 
На сході саки займали кілька районів у Сіньцзяні, від Хотана до Тумшука.

##### Занепад у Центральній Азії
У Центральній Азії тюркські мови витіснили іранські мови в результаті тюркської експансії на початку століть нашої ери. 
У Східній Європі слов'янські та германські народи асимілювали та поглинули корінні іранські мови (скіфську та сарматську) регіону. 
Основними іранськими мовами, що збереглися, є перська, пушту, курдська та белуджійська та численні менші.